# 앤드루 존슨의 부통령 취임 연설 음주 논란

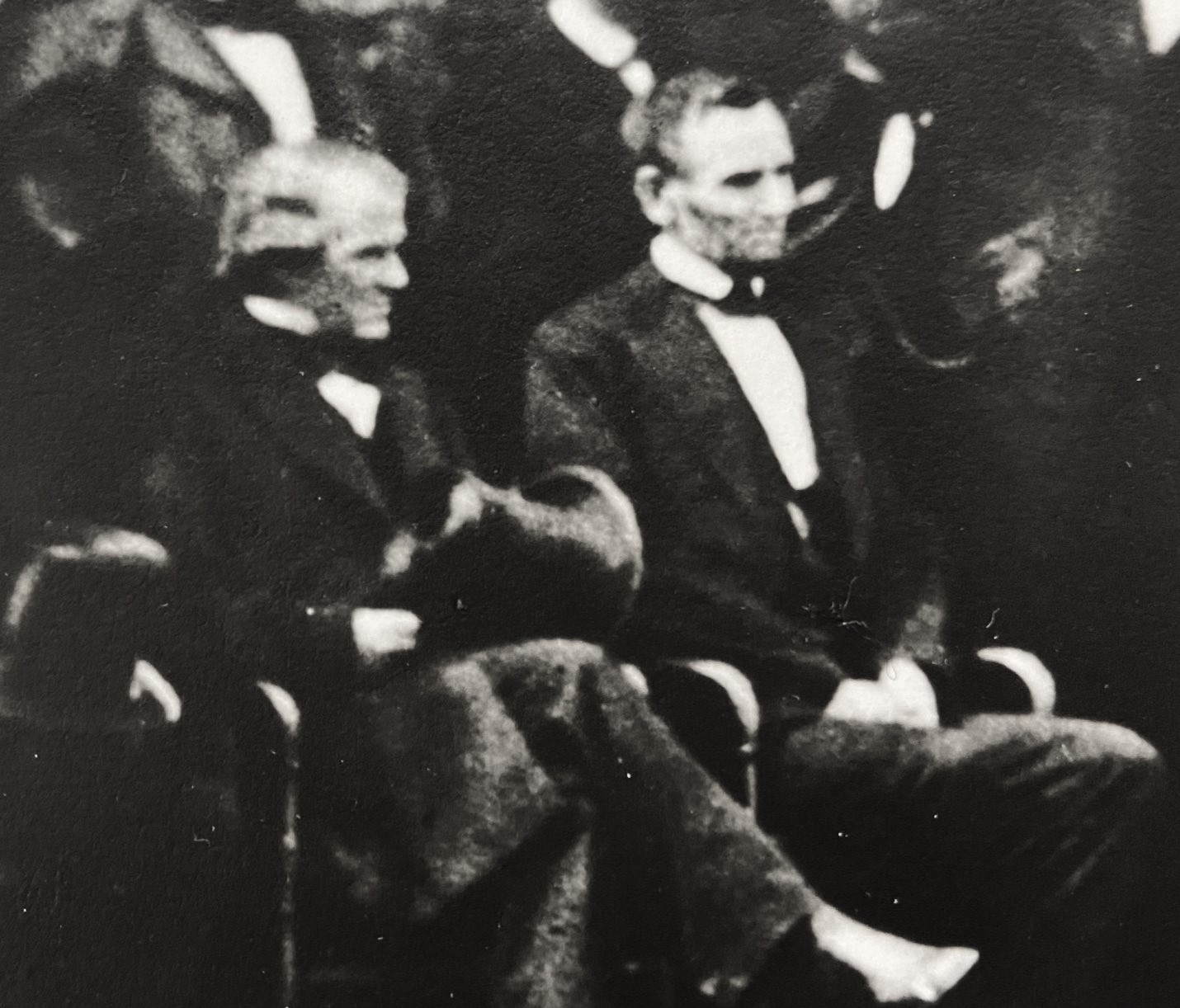
취임 당일의 앤드루 존슨 (왼쪽)과 에이브러햄 링컨 (오른쪽)

앤드루 존슨은 1865년 3월 4일 에이브러햄 링컨 휘하의 미국의 부통령으로서 취임 연설을 했을 때 술에 취해 있었다. 여러 자료에 따르면 존슨은 최소 일주일 전부터 술에 취해 있었고, 취임 전날 밤에도 과음했으며, 취임식 당일 아침에는 위스키 세 잔 또는 프랑스 브랜디 한 잔을 마셨다고 한다. 증인들은 존슨의 연설을 적대적이고, 어리석고, 일관성이 없으며, 반복적이고, 자기 과시적이며, 부주의하다고 다양하게 묘사했다. 그는 취임 선서를 할 때 성경에 입을 맞췄고, 새로 선출된 상원 의원들에게 취임 선서를 집행하기에는 너무 취해 있었다.
이 사건은 부분적으로 은폐되었지만, 일부 뉴욕 및 신시내티 신문과 런던 타임스는 이 이야기를 정직하게 보도했다. 다른 신문들은 연설을 얼버무리거나 명확하게 들리지 않았다고 주장했다. 현존하는 정확한 연설문은 없는 것으로 알려져 있다. 의회 회의록 편집자들은 연설을 더 품위 있게 꾸며서 사용하도록 설득되었다. 링컨은 연설의 후반부에 참석했으며, 자신의 취임식에 가는 길에 취임식 진행자에게 존슨이 밖에서 연설하지 못하게 하라고 말했다. 링컨은 나중에 존슨에게 프레더릭 더글러스가 청중에 있었다고 지적했고, 더글러스는 자신의 자서전인 프레더릭 더글러스의 삶에 대한 이야기에서 존슨의 반응과 그의 취한 상태를 묘사했다.
미국 내각과 미국 의회는 모두 우려를 표했지만 존슨에 대해 아무런 조치를 취하지 않았다. 다만 연설의 직접적인 결과로 미국 상원은 만성적인 음주 문제로 인해 두 명의 상원 의원을 위원회 업무에서 제외했다. 이 사건에 대한 풍자적인 노래가 워싱턴의 그로버 극장에서 공연되었다. 존슨은 다음 달 대부분을 민주당 강경파 블레어 가문의 메릴랜드 자택에서 숨어 지내거나 술을 깨는 데 보냈다.
이 사건은 에이브러햄 링컨 암살 사건 이후 42일 만에 대통령직을 승계했을 때 존슨이 겪을 어려움의 전조가 되었다. 존슨은 이 공개적인 굴욕을 결코 잊지 못했으며, 이는 그가 쌓았던 정치적 자산을 심각하게 침식시켰다. 탄핵 과정에서 새디어스 스티븐스는 “그 사람의 감정을 다치게 하고 싶지 않다. 그가 악당이라고 말하고 싶지 않다. 좀 더 완곡하게 말해서, 그는 아직 취임식에서 술에 취한 상태에서 벗어나지 못했으니, 술이 깰 때까지 은퇴하게 하자”고 비난했다. 재건 시대의 정치 평론과 사설 만화에는 종종 알코올 중독 의혹에 대한 언급이 포함되었다. 훗날 존슨에게 우호적인 역사가들은 호의적인 초상화를 제시하려 할 때, 취임 연설에서의 취한 행동이 존슨의 진정한 성격을 반영하는 것이 아니라 장티푸스 발작 중 약용으로 사용된 알코올의 우연한 과다 복용으로 인한 불운한 결과라고 주장하곤 했다.

## 배경
에이브러햄 링컨의 첫 번째 부통령은 메인주 출신의 해니벌 햄린이었다. 그러나 1864년 미국 대통령 선거에서 링컨의 전망이 어두워 보일 때, 링컨은 햄린을 앤드루 존슨으로 교체했다. 존슨은 노예 소유주인 남부 연방주의자로, 남북 전쟁 발발 당시 연방 정부에 충성을 유지한 분리주의 주 출신 미국 상원 의원 중 유일한 인물이었다. 이샴 G. 해리스 주지사 휘하의 테네시는 처음에는 아메리카 연합국에 합류했지만, 1862년 주가 연방으로 복귀했을 때 링컨은 존슨을 테네시의 군사 주지사로 임명했다. 링컨은 존슨과 같은 충성스럽고 대중적인 잭슨파 민주당원를 선거 명부에 추가하면 다른 남부 전쟁 민주당원의 표를 끌어낼 수 있으며, "남부 연합의 중심부에 위치한 재건된 주에서 부통령을 선출함으로써 해외 관찰자들에게 좋은 인상을 줄 수 있을 것"이라고 믿었다. 링컨과 존슨 가족은 또한 먼 친척 관계와 공통 친구를 가지고 있었다 (예를 들어, 링컨의 삼촌 모르데카이 링컨은 1827년 존슨의 결혼식을 주례했다). 한 역사가가 말했듯이, 링컨과 그의 "동시대인들은 매우 다른 앤드루 존슨에게 매료되었는데, 그는 분열의 맥락에서 변화하여 재건 시대에 대한 그의 접근 방식에 영향을 미칠 남부적 요소들을 일시적으로 벗어던졌다. 이 단기적인 선택과 장기적인 오판은 파괴적인 결과를 가져왔을 것이다."

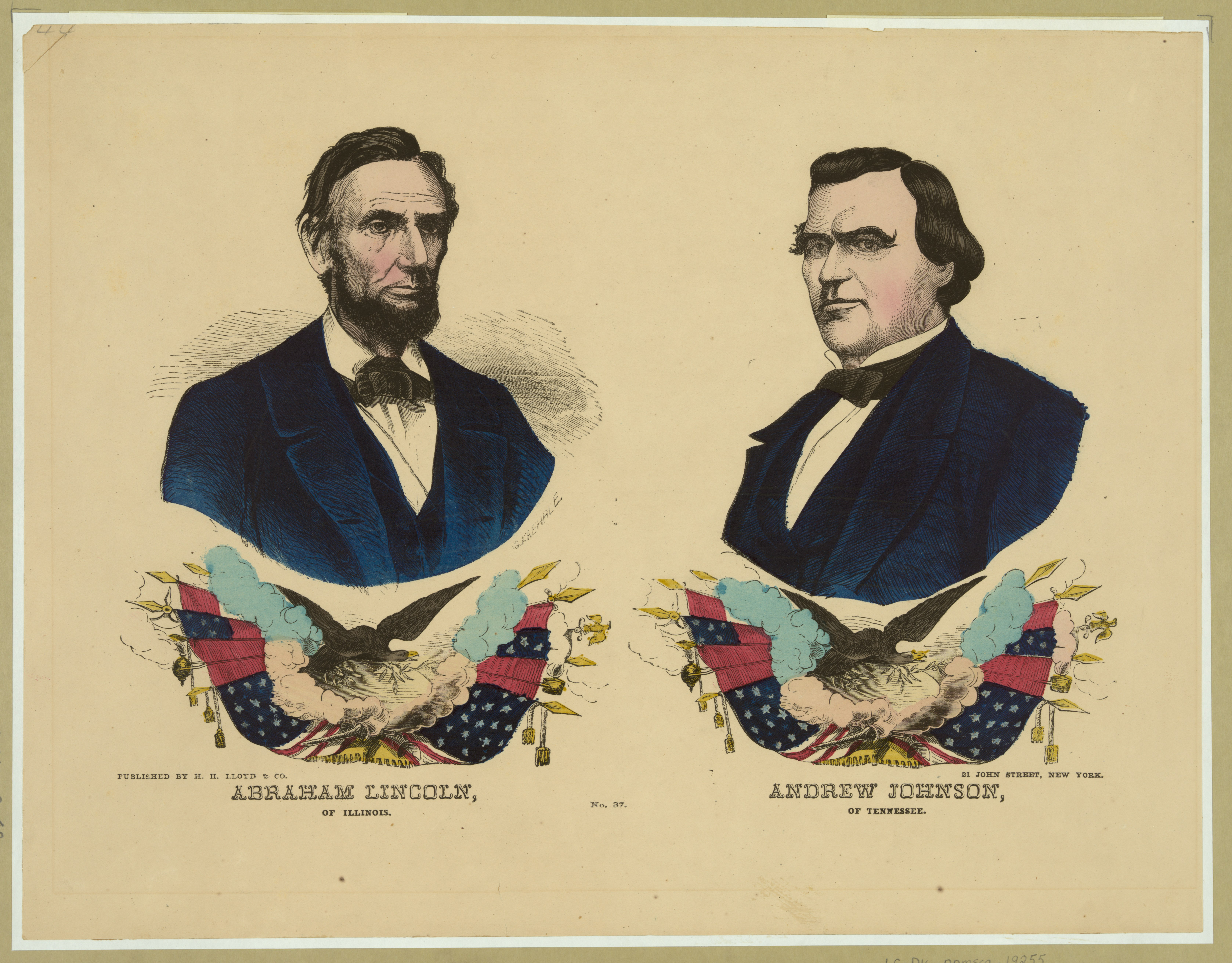
국민연합당의 링컨-존슨 표, 1864년

국민연합당의 링컨-존슨 표는 성공하여 링컨을 재선시키고 존슨을 연방 공직으로 복귀시켰다. 1865년 1월, 링컨은 내슈빌에 있는 존슨에게 전보를 보내 언제 워싱턴 D.C.로 올 수 있는지 물었다. 존슨은 새로 조직된 테네시 주 정부가 운영될 때까지, 즉 4월 초까지 자신의 취임식을 연기해 달라고 요청하며 답했다. 1865년 1월 24일, 링컨은 내각과 협의했으며, "3월 4일까지 이곳에 오지 않는 것은 안전하지 않다는 것이 우리의 만장일치 결론입니다. 그 때까지 반드시 이곳에 도착하도록 하십시오"라고 답했다.

## 취임 전 주

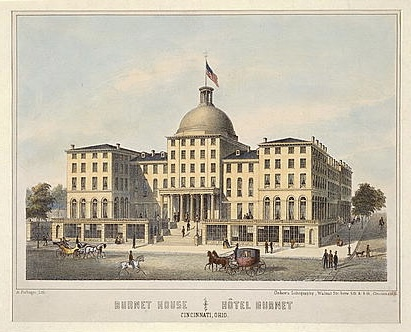
남북 전쟁 중 오하이오주 신시내티를 방문하는 연방군 병사들과 연방주의자들은 보통 버넷 하우스 호텔에 머물렀고, 스펜서 하우스는 도시의 코퍼헤드 호텔로 알려져 있었다. (미국 의회도서관 – 00650892)

존슨은 취임식을 앞두고 장기간 술에 취해 있었을 가능성이 있다. 1885년, "J. L."이라는 필명으로 서명한 전 동료는 테네시언에 다음과 같이 썼다: "그가 1865년 3월 4일 부통령으로 취임했을 때, 그는 그의 인생에서 가장 오래 지속된 폭음 중 하나를 겪고 있었다..." 당시 보도들은 일반적으로 그가 워싱턴으로 이동하기 전에 심각하고 불특정한 질병을 앓고 있었다고 묘사했다. "심한 감기"로 방에 갇힌 존슨은 1865년 2월 전반기 동안 일을 할 수 없었던 것으로 보인다. 존슨은 그달 중순에도 내슈빌에서 "심각한 병"을 앓고 있다고 보고되었다. 그는 뉴욕에서 예정된 연설 약속을 취소하는 전보를 보냈고, 2월 22일에는 건강 회복을 바라는 정중한 답장을 받았다. 1929년 새터데이 이브닝 포스트에서 존 트로트우드 무어는 출처를 밝히지 않은 채, 존슨의 의사들이 그에게 취임식에 가는 것이 "틀림없이 치명적일 것"이며, 존슨이 워싱턴에 가는 것은 "생명을 걸고 있다"고 말했다고 주장했다. 존슨은 취임식 일주일 전인 2월 25일에 수도로 출발했다. 그의 가족 중 아무도 그와 함께하지 않았다.
그는 2월 26일 일요일 켄터키주 루이빌의 루이빌 호텔에 있었다. 이틀 후 신시내티 가제트는 존슨—그곳에서 즉흥 연설을 한—이 "지난 1, 2년의 피로로 다소 나빠 보였다"며 "이전과 같이 명확한 목소리나, 우리에게는 명확한 머리로 응답하지 못했다. 우리가 서 있던 곳에서는 그를 전혀 듣거나 이해하기 어려웠다"고 보도했다. 신시내티 인콰이어러는 2월 28일 화요일에 다음과 같은 보고서를 발표했다.
어제 부통령 당선자 존경하는 앤드루 존슨이 워싱턴에서 그의 미래 영광의 현장으로 가는 길에 우리 도시에 도착했다. 저녁에는 시내의 여러 저명한 공화당원들이 모금을 한 후, 관악단이 고위 인사에게 버넷 하우스에서 세레나데를 연주하기 위해 고용되었다.

존경하는 존슨은 응답하기 위해 앞으로 나왔지만, 심한 육체적 쇠약을 겪고 있는 것처럼 보였고, 강한 밤공기에 오래 노출될 수 없었다. 우리 속기 기자의 연설 노트는 기록되었을 때 이해할 수 없는 모습을 보여주며, 각 줄에 서너 개의 "동료 시민"이 나타나 있어서, 우리는 보헤미안에게 사과하고 다음 번에는 존슨 씨에게 더 나은 보고서를 약속해야 한다.
나중에 위스콘신주의 매니토웍 파일럿은 "신시내티에서 존슨 씨가 워싱턴으로 가는 길에 지나가고 있을 때 연설 요청을 받았지만 너무 취해서 응답할 수 없었다. 그는 현재 직책에 취임할 때까지 말 그대로 그 상태를 유지한 것으로 보인다"고 솔직하게 밝혔다.

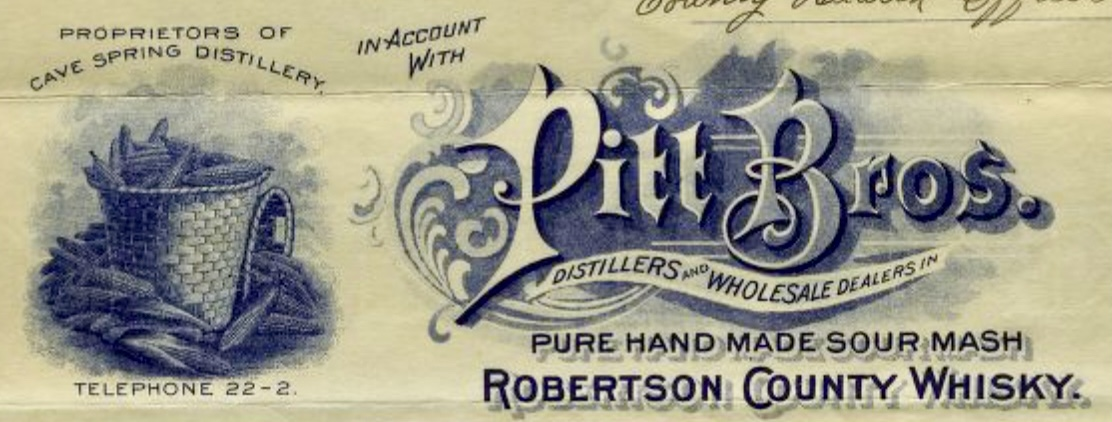
테네시 군정 주지사 시절 존슨의 비서였던 벤 트루먼은 1913년에 존슨이 맥주, 와인, 칵테일을 싫어하고 거의 위스키만 (가급적 로버트슨군 위스키) 마셨다고 썼다. 트루먼의 관찰에 따르면 존슨은 하루에 0잔에서 4잔을 마셨다. 19세기에 주 내 다른 어떤 카운티보다 많은 위스키를 증류했던 로버트슨군은 "켄터키 버번과 비슷하지만 완전히 같지는 않은" "독특한" 사워 매쉬 위스키를 생산했다고 한다. (테네시 대학교 도서관 –volvoices3A6503)

신시내티를 떠난 후 존슨은 노던 센트럴 철도를 포함한 철도를 통해 피츠버그를 거쳐 동쪽으로 이동했다. 그는 오랜 비서 윌리엄 A. 브라우닝과 앨번 C. 길렘 장군, 미래의 미국 상원의원 조지프 S. 파울러 (모두 존슨의 테네시 군정 관리 시절 핵심 참모)를 포함한 여러 테네시 동료들과 동행했다. 또한 존 H. 존스 대위, J. W. 스컬리 대령, A. K. 롱 중위 (A. D. C.), 윌리엄 트레이시 대위, 제임스 R. 딜림, 켄터키 출신 제임스 엠브리도 함께였다. 그들은 볼티모어에 들러 유토 하우스에서 식사를 한 후, 오후 3시 30분에 캠던 디포를 출발하는 특별 열차를 타고 3월 1일 늦은 오후에 워싱턴에 도착했다.
도착하자마자 존슨은 메트로폴리탄 호텔에 방을 잡았다. 도착 다음 날 한 신문은 그가 "기분 좋게 도착했으며 중요한 공적 업무를 수행할 준비가 되어 있다"고 보도했지만, 다른 신문은 "테네시 주지사 앤드루 존슨 부통령 당선자의 건강이 좋아지고 있지만, 여전히 업무를 볼 수 없는 상태"라고 보도했다. 그는 취임식을 위해 "새로운 격식 있는 검은색 프록코트, 실크 조끼, 그리고 사슴 가죽 바지"를 마련한 것으로 보였다. 다가오는 취임식을 위한 축제가 시작되면서, 3월 3일 저녁 존슨은 존 W. 포니가 주최한 "호화로운" 파티에 참석했는데, 그와 "많은 위스키 잔을 함께" 나눴다고 하며, 이는 존슨에게 "천둥 같은 숙취"를 남겼다고 한다. 이 파티에 대한 또 다른 묘사는 "와인이 연설만큼이나 자유롭게 흘러넘쳤다"고 한다.

## 취임식 당일: 3월 4일 토요일

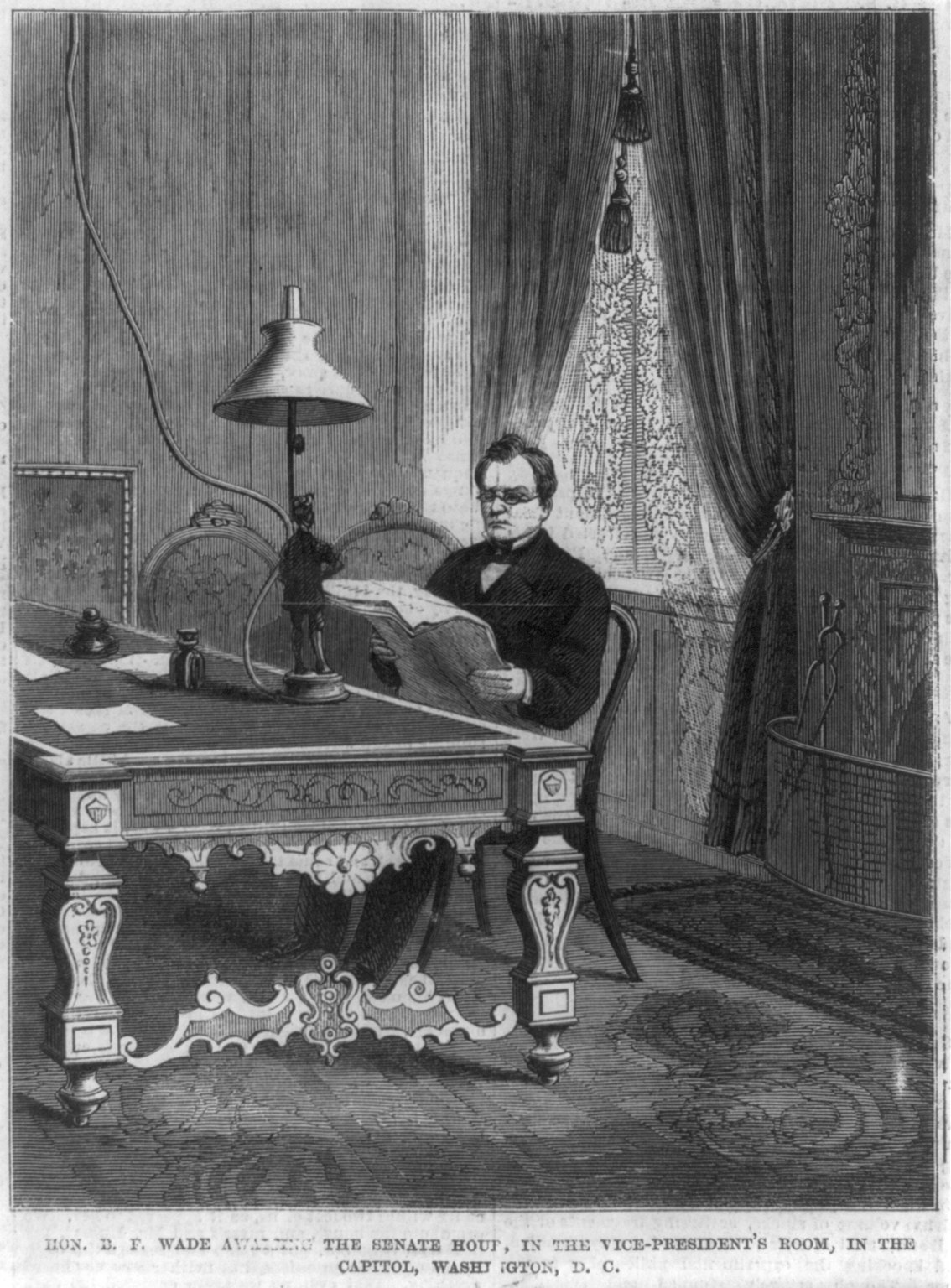
1868년 부통령실 (프랭크 레슬리의 일러스트레이티드 신문을 통해 미국 의회도서관 – 2002698339)

### 취임식 전
존슨은 오전 10시 30분 미 상원의원 제임스 R. 둘리틀의 호텔에서 픽업되어 국회의사당으로 안내되었다. 존슨은 정오경 햄린에게 선서를 하고 7분간의 연설을 할 예정이었다.
햄린의 손자인 찰스 유진 햄린이 1899년에 출간한 해니벌 햄린의 전기에는 그날 아침의 상황이 기록되어 있는데, 오전 11시에서 11시 30분경 존슨이 위스키 세 잔을 (물이나 얼음 없이) 마셨다고 한다. 위스키는 존슨의 특별 요청으로 구해졌으며, 존슨은 세 번째 잔을 따르기 위해 달려가다가 27세의 찰스 햄린 소령을 거의 넘어뜨릴 뻔했다.
햄린의 증언은 다음과 같다.
존슨이 취임식을 위해 워싱턴에 왔을 때, 그는 테네시에서 온 열성적인 친구들과 숭배자들과 동행했다. 그들 사이에는 많은 술과 환호가 있었고, 존슨은 취임식 날이 왔을 때 이미 또 다른 폭음 직전이었다. 그는 취임식 직전 상원 회의실에 들러서 부통령 햄린과 찰스 햄린 장군이 햄린의 개인실에서 그를 기다리고 있는 것을 발견했다. 진심 어린 대화가 오갔고, 존슨은 말했다. "햄린 씨, 몸이 좋지 않아서 각성제가 필요합니다. 위스키 좀 있습니까?" 햄린은 대답했다. "아니요, 제가 부통령이 되었을 때, 상원 식당에서 술 판매를 금지하는 명령을 내렸습니다. 하지만 원하신다면 길 건너편에서 위스키를 구해오겠습니다." 존슨은 술을 원한다고 말했고, 전령이 그에게 한 병을 구해왔다. 그는 테이블 유리잔을 가득 채워 물 없이 마셨다. 그리고 다시 대화를 시작하며 햄린 씨에게 취임 선서를 할 때 인생의 노력을 다하려는 야망에 대해 이야기하기 시작했다. 이 주제에 대해 이야기하는 동안, 그는 또 다른 잔을 가득 채워 빠르게 마셨다. 햄린 씨는 나중에 그의 아들에게 이것이 자신을 약간 불안하게 만들었지만, 존슨이 술을 많이 마시는 사람이라는 것을 알고 있었기 때문에 그가 마신 술을 견딜 수 있을 것이라고 생각했다고 말했다. 그때까지는 실제로 위스키가 존슨에게 영향을 미쳤다는 어떤 징후도 없었다. 잠시 후, 취임 행렬이 시작될 시간이라는 소식이 전해졌다. 부통령 햄린은 존슨에게 팔짱을 끼도록 권했고, 그들은 햄린 장군이 뒤따르며 방을 떠나기 시작했다. 그들이 방을 나서자마자 존슨은 서둘러 양해를 구하며 뒤돌아섰고, 거의 햄린 장군에게 부딪힐 뻔했다. 장군은 당연히 무슨 일인지 보려고 돌아섰고, 존슨이 위스키가 있는 테이블로 다가가서 세 번째 텀블러 잔을 마시는 것을 보았다. 그런 다음 그는 서둘러 상원 회의실로 돌아가서 단상에 앉았다.
미국 수정 헌법 제13조를 초안하고 나중에 탄핵 혐의에 대해 존슨을 무죄로 선고한 미국 상원의원 존 B. 헨더슨은 1912년 세기 매거진에 실린 그날 아침의 기록을 이렇게 썼다.
부통령 당선자를 국회의사당으로 호위했던 둘리틀 상원의원은 햄린의 방에 들어갔을 때 존슨이 은퇴하는 부통령에게 다음과 같이 말했다고 저에게 말했습니다.

"햄린 씨, 제가 몸이 많이 좋지 않습니다. 좋은 브랜디 좀 주실 수 있습니까?"

프랑스 브랜디 한 병이 발견되었고, 그는 눈앞의 과제를 위해 신경을 가다듬으려 잔을 가득 채워 마셨고, 그것이 문제를 일으켰습니다.
한편 상원 의사당에서는 고위 인사들이 좌석을 찾았고, "메리 토드 링컨을 포함한 수백 명의 여성과 언론인"들은 위층 갤러리의 지정된 좌석으로 이동했다.

### 연설

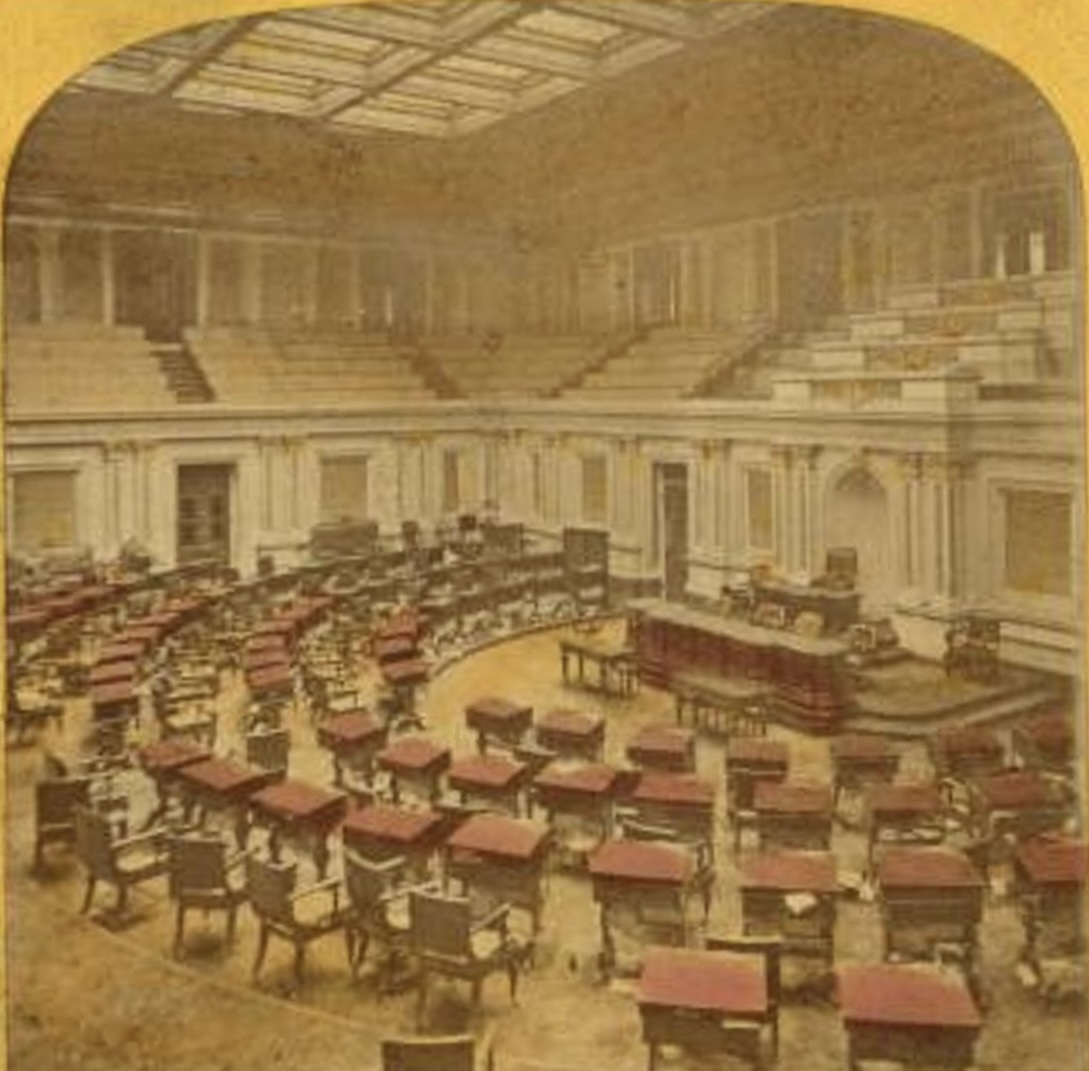
19세기 상원 회의실의 손으로 색칠한 사진 (뉴욕 공공도서관 – b11707701)

그날 기자석에 있던 언론인 노아 브룩스는 1895년에 존슨의 얼굴이 "유난히 붉고" "확실히 술에 취해 있었다"고 썼다. 신시내티 상업지의 워싱턴 특파원은 다음과 같이 썼다. "술 취함이 그를 위한 감봉 사유로 인정될 수 있다. 그는 며칠 전부터 술에 취해 정신이 나간 상태였다. 그가 회의실로 들어섰을 때, 그의 몸은 방탕함으로 인한 떨림으로 흔들렸다." 런던 타임스 기자에 따르면, "그는 두 문장도 채 말하지 않았을 때 모든 사람이 뭔가 잘못되었다는 것을 알았다." 일단 연설을 시작하자 존슨은 "상원의원, 내각 각료, 판사들에게 민주 사회의 권력의 원천에 대해 훈계하기 시작했다."
워싱턴 스타의 연설 보도는 취함에 대한 주장은 없지만 존슨의 다소 일관성 없거나 반복적인 언행을 시사하는 직접적인 설명이다.
존슨 씨는 단상의 의자 앞으로 나와 회중에게 연설했다. 그는 자신이 미국 부통령으로서 선서를 하기 위해 이곳에 온 것은 전적으로 국민의 도움 덕분이며, 우리는 아직 하나의 국가라고 선언했다. 국가, 즉 미국 정부가 보존된 것은 대통령, 부통령, 국무장관, 육군장관, 해군장관, 또는 이들 중 어느 누구 또는 모두 때문이 아니었다. 나머지 사람들과 마찬가지로 국민의 피조물인 대법원 판사 때문도 아니었다. 그것은 국민 때문이었고, 이 정부가 국민과 밀접하게 연결되어 있고 국민의 것이었기 때문이었다.

그 자신은 평민이었고, 그는 이곳에서 자신 앞에 있는 외교관들과 이 거대한 대중에게 국가의 모든 권력이 국민 때문임을 선언하고 싶었다. 국가가 이 위대한 투쟁을 유지하고 적들을 진압하고 이 연합이 유지되었고 유지될 것은 그들에 의해서였다. 테네시는 이 연합의 주였고, 그는 하나님과 국민에게 그렇게 해 주셔서 감사하다고 말했다. 국민의 힘이 그녀를 그렇게 만들었고, 그렇게 유지할 것이다.

그는 이 사실을 선언하고 싶었을 뿐만 아니라, 국민적 특성을 통해 우리 제도의 힘과 효율성이라는 다른 일반적인 생각을 반복하고 싶었다. 존슨 씨는 이러한 견해를 더욱 강조한 후, 선서를 할 준비가 되었다고 선언했다. 그는 햄린 부통령에 의해 선서되었다.
앤드루 존슨의 부통령 취임 선서에 대한 또 다른 동시대 기록은 펜실베이니아 신문에 게재된 "뉴욕 헤럴드 특파원의 기사"로, "링컨을 극찬하고 그의 취임 연설을 웅변적이라고 부를 정도로 충분히 허위적인 인물"이었다는 점을 고려할 때, (이는 헤럴드가 상대적으로 자유주의적이고 공화당 친화적인 뉴스 매체로 알려져 있었다는 의미) 다음과 같이 기록되어 있다.
[상원 의원들은] 서로에게 의미심장하게 쳐다보며 '그가 미쳤나, 아니면 무슨 일이지?'라고 말하는 듯했다. [...] 그것은 99류 가두연설일 뿐만 아니라 극도로 불명예스러운 일이었다. [...] 민주당 상원 의원들은 몸을 앞으로 숙이고 자신들의 부통령 당선자를 통해 공화당이 보여준 모습에 서로 낄낄거리는 듯 보였다. [...] 문장들이 너무 일관성이 없어서 연설을 정확하게 보도하는 것이 불가능하다. [...] ("미국 해군장관은 누구인가?"—그리고는 더 작은 목소리로 들렸다. 누군가 '웰스 씨'라고 답했다.) [...] '그에게 친구가 없는가?' [...] 그의 상태가 연설을 하기에는 부적합했다고 말하는 것이 자비롭다... 햄린 씨가 읽은 [선서의] 문장들을 읽는 형태로 부통령 당선자가 나아가려는 노력은 극도로 고통스러웠다. 그는 말을 더듬고, 말을 주저하고, 몇 부분을 여러 번 반복했다. [...][
역사가 조지 F. 밀턴 주니어에 따르면, 미국 하원의원 월터 P. 브라운로우와 그의 삼촌인 테네시 주지사이자 미국 상원의원 윌리엄 G. 브라운로우의 말을 빌리면, 존슨은 한때 모든 외국 대사들을 한꺼번에 모욕했다고 한다. 그가 몸을 돌려 "그리고 당신들, 외교관 여러분, 온갖 화려한 깃털과 장식품을 가진 분들"이라고 말했을 때였다. 뉴욕 트리뷴은 이 연설을 "따라가기 거의 불가능하다"고 묘사했으며, 음량과 발성의 격렬한 변화(어수룩한 외침과 알아들을 수 없는 중얼거림 사이를 오갔다)를 언급하며, 존슨이 "테네시가 앤드루 존슨 안에 인격화되어 있다"고 매우 광범위하게 암시했으며, "존슨 씨가 남용한 20분 동안 '오늘 이곳에서 선언합니다'를 최소 20번 반복했다"고 썼다. 햄린의 전기에는 물러나는 부통령이 중재하려 했다고 주장한다: "햄린 씨는 가능한 한 눈에 띄지 않게 조용히 몸을 기울여 존슨의 코트를 잡고 부드럽게 당기며 속삭였다, '존슨, 그만!' 하지만 아무 소용이 없었다. 존슨은 완전히 흥분하여 연설을 준비하고 있었다." 브룩스는 이를 확인하며, 기자석에서 햄린이 주기적으로 존슨에게 대통령 취임식이 너무 늦어지고 있다고 상기시키는 것을 볼 수 있었다고 썼다.

### 취임 선서

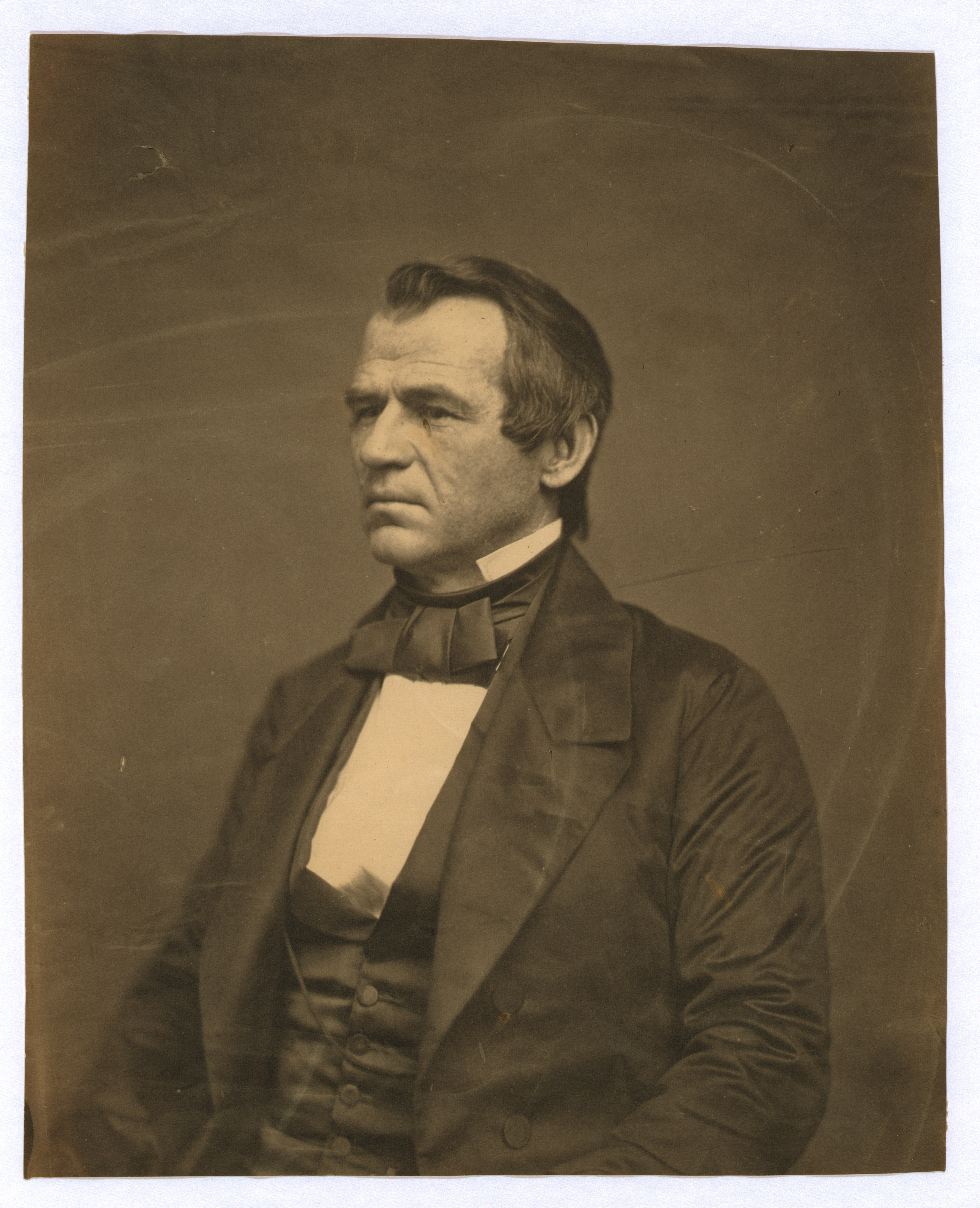
앤드루 존슨 미국 상원의원 c. 1860년경, 제시 화이트허스트 사진 (미국 의회도서관 – 2004672615)

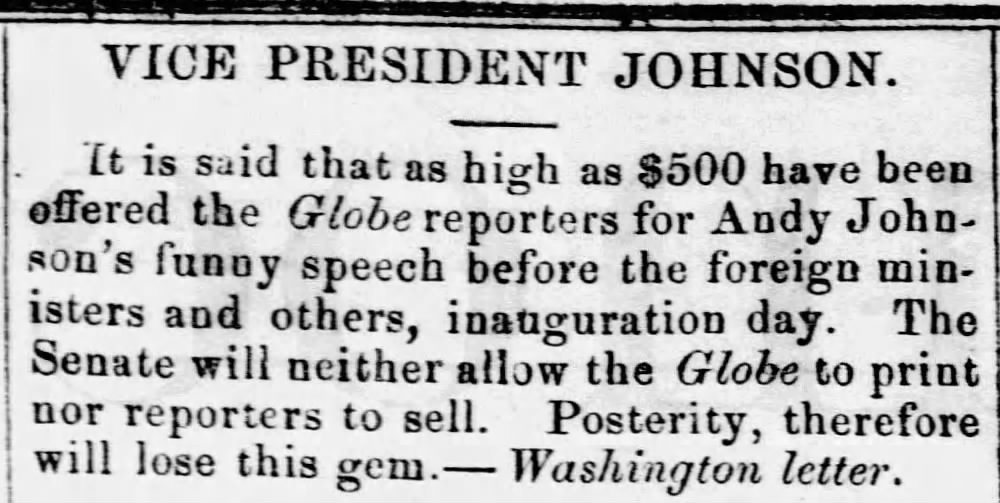
"존슨 부통령" 모나웃 데모크라트, 프리홀드, 뉴저지, 1865년 3월 30일

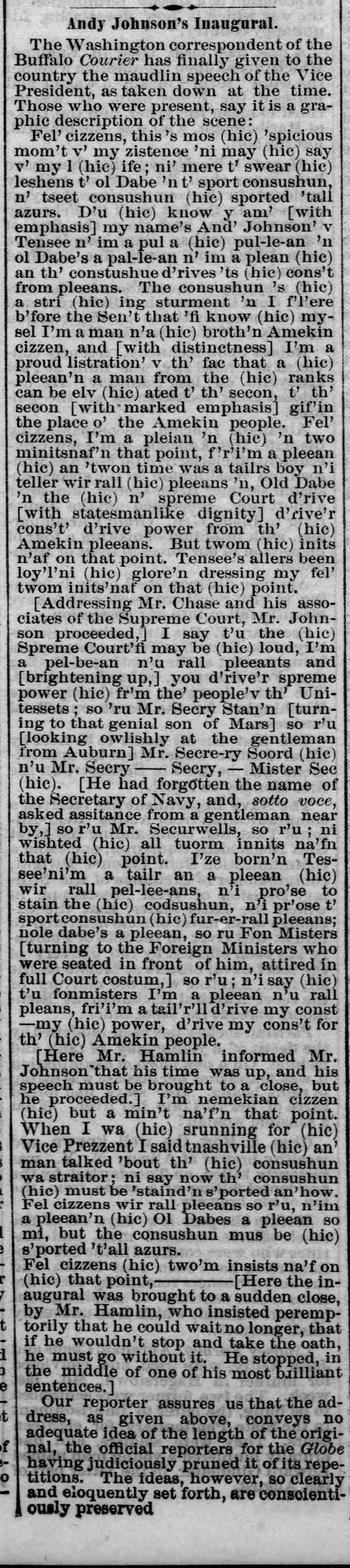
"앤디 존슨의 취임식" 랭커스터 인텔리전서, 1865년 3월 29일

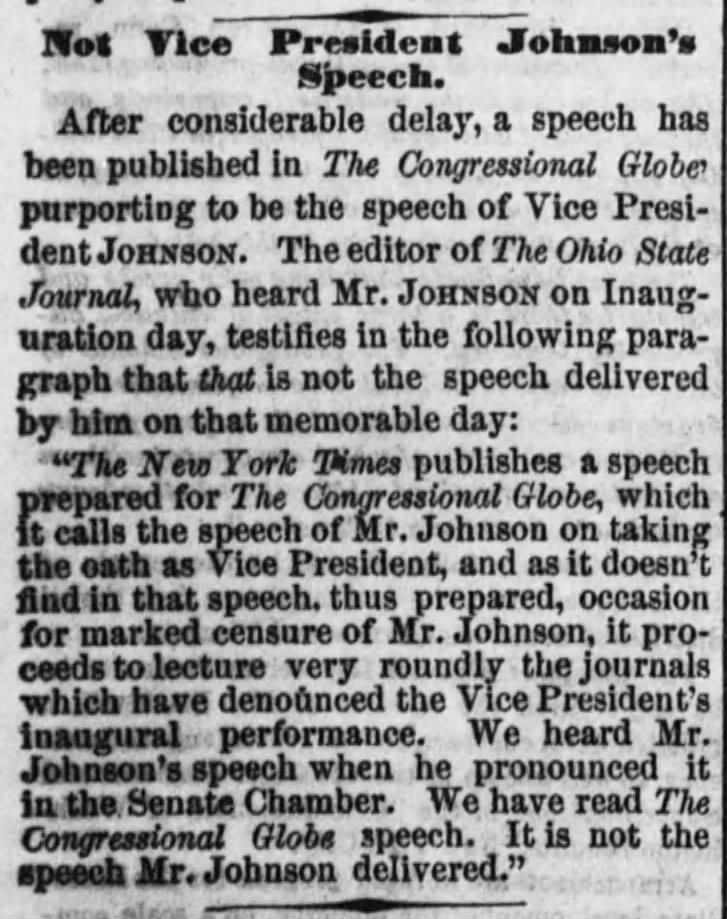
"존슨 부통령의 연설이 아니다" 데일리 오하이오 스테이츠맨, 1865년 3월 25일

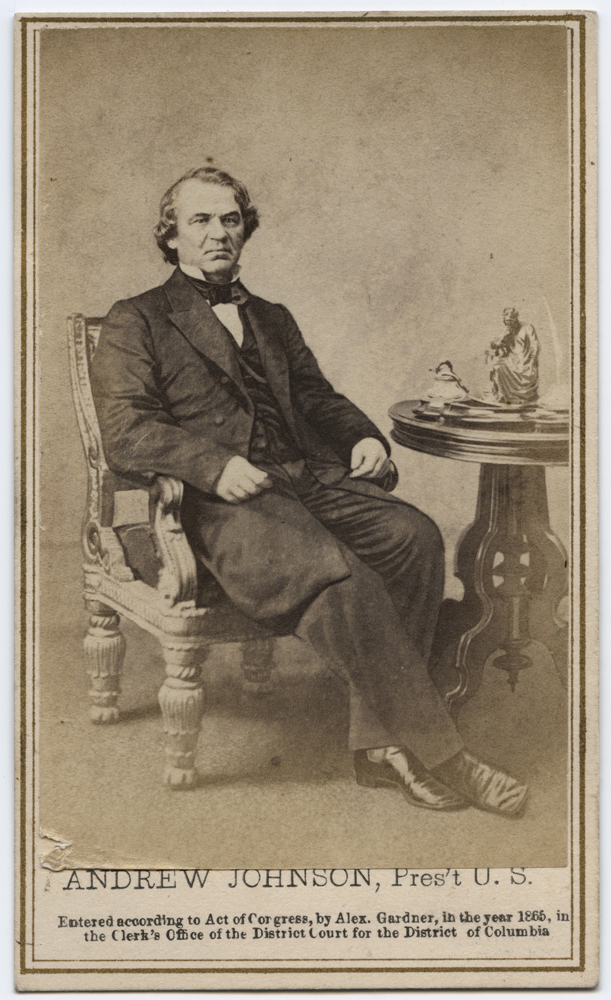
1865년 존슨 미국 대통령, 알렉산더 가드너의 카르테 드 비지트 (SMU 드골러 도서관 – Ag2005.0004)

헤럴드가 언급한 더듬거림, 말 더듬기, 반복은 부통령 취임식 연구에서 이때 부통령 취임 선서의 초기, 더 긴 버전을 여전히 사용하고 있었다고 추측하게 만들었다. 브룩스는 존슨의 선서가 "알아들을 수 없었다"고 생각했지만, 존슨은 선서를 마치자 "돌아서서 성경을 손에 들고, 청중을 향해 크고 연극적인 목소리와 제스처로 말했다. '나는 미국이라는 나의 국가 앞에서 이 책에 입을 맞춘다.'" 헨리 워드 비처 목사는 참석한 것으로 보이며, "그는 새로 취임하는 부통령이 모자를 던지며 만세를 부르듯이 성경을 머리 위로 휘두르는 것을 보았다... 취한 부통령이 딸꾹질하며 취임 선서를 하는 광경은 좀처럼 보기 드문 절제에 대한 설교 본문을 제공했다." 신시내티의 한 신문은 그가 "취임 선서를 할 때 성경 위에 침을 흘렸다"고 보도했고, 연설을 "2주간의 방탕함으로 정신이 나간 바보 같은 횡설수설"이라고 묘사하며 존슨이 사임할 것을 요구했고, "이것은 개인적인 병약함으로 덮어질 수 없다 [...] 존슨 씨는 이곳에서도 비슷한 모습을 보였고, 그때는 우리가 공적인 의무에서 벗어나 있던 기간의 일시적인 실수일 수도 있다고 생각하여 언급을 자제했었다"고 사설을 썼다.

### 링컨
1871년, 포니는 링컨 대통령과 존슨 대통령에 관한 에세이를 썼고, 취임식 날을 회상했다.
존슨이 일관성 없는 횡설수설을 하고 있는 동안 링컨 대통령이 상원 의사당으로 들어섰을 때의 그 얼굴을 결코 잊을 수 없습니다. 링컨은 막 통과된 구 의회 법안에 서명하느라 지체되어 있었고, 의식이 완전히 시작될 때까지 새 상원의 정규 개회를 참관할 수 없었습니다. 그는 화려하고 놀란 청중을 마주 보며 앉아 일어난 모든 일을 형언할 수 없는 슬픔으로 들었습니다.
링컨 옆에 앉아 있던 헨더슨은 "고통스러운 시련 동안 링컨 씨의 머리는 깊은 굴욕감에 떨어졌다. 그가 취임 연설을 했던 국회의사당 계단으로 행진하기 위해 그에게 팔짱을 끼어주자, 그는 의전관(벤자민 B. 프렌치)에게 돌아섰고, '존슨이 밖에서 연설하지 못하게 하세요'라고 말했다.'" 역사가 윌리엄 C. 해리스에 따르면, 링컨은 "공적인 장소에서 어떤 무절제하거나 부적절한 행동도 싫어했지만", 그의 평소 본능적인 정치적 수완으로, 눈을 감음으로써 "자신의 반응을 찾으려는 사람들의 시선을 피할 수 있었다."

### 필사본
연설 전체의 현존하는 정확한 필사본은 없는 것으로 보인다.
여러 보고서에 따르면 미국 의회 의사록의 공식 기록인 의회 회의록의 기자들이 정확한 기록이 공개되는 것을 막기 위해 "조작"되었다고 한다. 테네시 대학교에서 16권으로 출간된 앤드루 존슨의 논문 7권에는 연설의 두 가지 다른 보고서가 실려 있다. 하나는 의회 회의록의 "정화된" 버전이고, 다른 하나는 뉴욕 타임스의 것이다. 또한 포니의 신문인 필라델피아 프레스에서 나온 아첨하는 내용도 언급되어 있는데, 이는 "굴욕적인 사건을 완전히 숨겼지만" 동시에 존슨이 연설을 마쳤을 때 청중이 박수갈채 대신 침묵으로 반응했음을 밝히고 있다. 클리블랜드 데일리 리더는 "이중적인" 뉴욕 타임스가 의회 회의록에 있는 "삭제되고 꾸며진" 문구를 재인쇄한 것을 비난하며 다음과 같이 썼다. "의회 회의록에 실린 연설이 존슨 씨가 한 연설이 아니라는 것은 공공연한 사실이다. 진짜 연설이 연설자를 망신주고 청중을 모욕하며 국가를 수치스럽게 만들었다는 것은 공공연한 사실이다. 그 연설이 행해졌을 때 존슨 씨가 심한 취한 상태였다는 것은 공공연한 사실이다." 앤드루 존슨 전기 동반서에 따르면, 연설 내용에 대한 뉴스 보도들은 그 주제들을 불릿 포인트로 나열하거나, 존슨이 주변 소음 때문에 들리지 않았다고 주장하는 경향이 있었다. 볼티모어 선은 책임을 전가하며, 독자들에게 연설 내용을 알고 싶으면 "상원 회의록"을 참조하라고 권유했다. 롤리, 노스캐롤라이나의 위클리 프로그레스는 기자들이 연설을 이해할 수 없었던 것은 아마도 "갤러리에 있는 여성들 사이에 만연했던 무질서" 때문일 것이라고 주장했다.
버팔로 쿠리어 특파원은 존슨의 개회사를 다음과 같이 번역했다. 이탤릭체는 존슨의 말솜씨와 구별하기 위해 딸꾹질과 편집상의 주석에 추가되었다.
여러분, 이 순간은 제 존재에 있어서 가장 (딸꾹) (딸꾹) 가장 (딸꾹) 삶에 있어서 가장 중요한 순간입니다. 저는 이곳에서 오래된 다베의 (딸꾹) (딸꾹) 올바른 헌법에 맹세하고, 그 헌법은 (딸꾹) 모든 다른 헌법을 지지합니다. 아십니까 (딸꾹)? 저는 [강조하며] 테네시 출신의 앤드루 존슨이며, 저는 일반인 (딸꾹) 일반인이고, 다베도 일반인이고, 저는 일반인이며 (딸꾹) 헌법은 (딸꾹) 일반인에게서 그 권력을 얻습니다. 헌법은 (딸꾹) 놀라운 (딸꾹) 도구이며, 제가 (딸꾹) 저 자신을 안다면 저는 남자이며 (딸꾹) 형제인 미국 시민이며, [분명히] 저는 (딸꾹) 일반인이며 (딸꾹) 서민 출신 남자가 (딸꾹) 미국 국민의 두 번째, 두 번째 [강조하며] 자리로 승격될 수 있다는 사실의 자랑스러운 예시입니다. 동료 시민 여러분, 저는 일반인이며 (딸꾹) (딸꾹) 그 지점에서 2분 후에, 저는 일반인이기 때문에 (딸꾹) 한때 재단사 소년이었고 재단사가 진정한 (딸꾹) 일반인이라고 말합니다. 오래된 다베와 (딸꾹) 대법원은 [정치가다운 위엄으로] (딸꾹) 미국 일반인에게서 권력을 얻습니다. 하지만 그 지점에서 2분 후에. 테네시는 항상 충성스러웠고 (딸꾹) 저의 동료들에게 연설하면서 영광스러웠습니다. 그 지점에서 2분 후에 (딸꾹).
또 다른 추정치는 런던 타임스에서 나왔는데, 존슨을 "무지하고 천박하며 술 취한 난봉꾼"으로 묘사하며, "광대의 언어와 행상인의 태도"로 자신을 자랑하고, 지속적으로 you를 yeooo로 발음했다고 썼다.
오늘 여기서 당신에게 말하러 갈 거야—그래, 오늘 여기서 당신 모두에게 말할 거야, 나는 평민이라고. 나는 그것을 자랑스러워해, 나는 평민이야. 국민, 그래, 미국 국민, 위대한 국민이 나를 지금의 나로 만들었어; 그리고 오늘 여기서 당신에게 말하러 갈 거야, 그래, 오늘, 이 장소에서 국민이 모든 것이라고. 우리는 모든 것을 그들에게 빚지고 있어. 너무 주제넘지 않다면, 저기 앉아 있는 외교관들에게 내가 국민 중 한 명이라고 말할 거야. 내 앞에 있는 상원의원들과 다른 이들에게 말할 거야, 내 앞에 앉아 있는 대법원에게 말할 거야, 당신들 모두 국민에게서 권력과 지위를 얻는다고.

### 참관인들의 반응

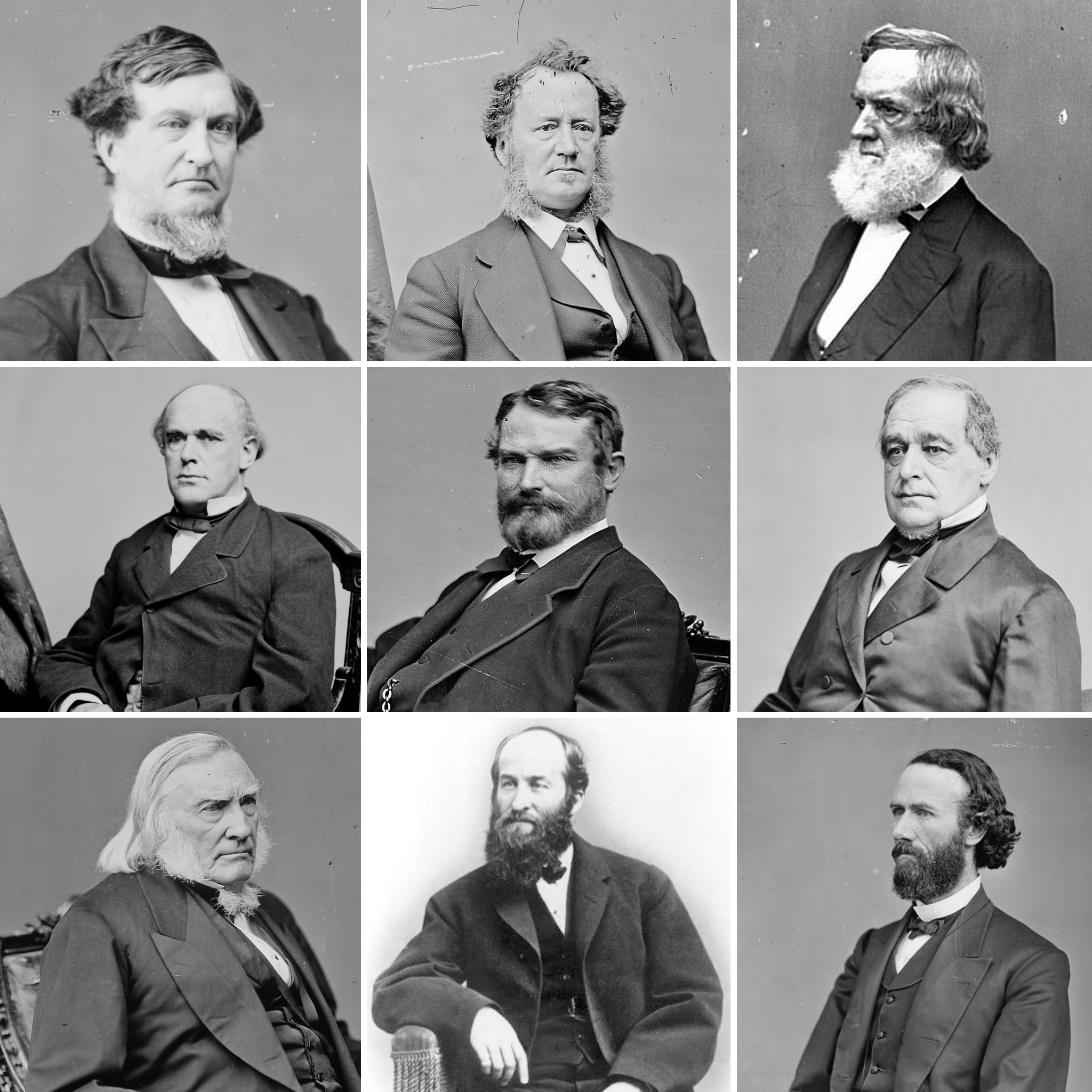
상단, 왼쪽부터: 재커라이어 챈들러 미국 상원의원 (미시간주), 상원 서기 존 W. 포니, 해군 장관 기디언 웰스
중단, 왼쪽부터: 대법원장 새먼 P. 체이스, 제임스 R. 둘리틀 미국 상원의원 (위스콘신주), 퇴임 부통령 해니벌 햄린
하단, 왼쪽부터: 새뮤얼 넬슨 대법관, 언론인 노아 브룩스, 존 B. 헨더슨 미국 상원의원 (미주리주)

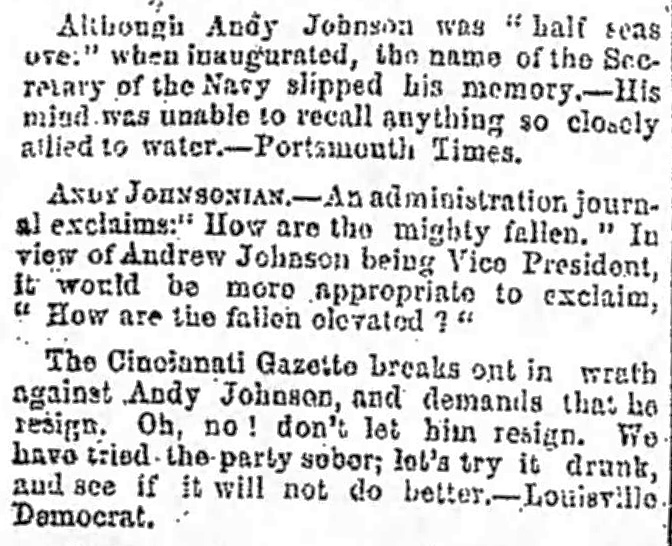
취임 한 달 후 신문 논평 모음 (시러큐스 데일리 쿠리어 앤드 유니언, 1865년 4월 8일)

미시간주 출신 재커라이어 챈들러 미국 상원의원은 아내에게 "내 인생에서 이렇게 창피했던 적은 없었다. 작은 구멍이라도 찾을 수 있었다면 사라져버렸을 것이다"라고 썼다. 병기국에서 일하는 어떤 이는 아버지에게 보낸 개인 서신에서 존슨이 "수치스럽게 취해 있었다"고 썼다. 하트포드 프레스 특파원은 수치심 때문에 기사를 쓰기를 거부하며 편집자 찰스 더들리 워너에게 다음과 같이 썼다. "국가의 두 번째 고위 관리—취해서—취해서—취임 선서를 하려다가 판사, 내각, 외교관들에게 고함을 지르고 소리 지르며 주먹을 흔들고 자신을 너무나도 바보로 만들어서 분노가 연민으로 바뀔 지경이었다." 브룩스는 지켜보는 사람들을 관찰하며 나중에 다음과 같이 보고했다. "연설자는 계속 연설했지만, 링컨 대통령은 그가 특별한 횡설수설을 끝내기를 참을성 있게 기다리며 그 앞에 앉아 있었다. 아래 사람들의 표정을 살피는 것은 흥미로웠다. 수어드는 여름날처럼 온화하고 평온했고, 스탠턴은 돌처럼 굳은 듯 보였다 [...] 연방 상원의원 중에는 헨리 윌슨의 얼굴이 상기되어 있었고, 섬너는 냉소적이고 비꼬는 미소를 짓고 있었으며, 다른 대부분은 길고 고통스러운 듯이 상원 의자에서 몸을 뒤척였다. 대법원 판사단 중에는 넬슨 판사만이 눈에 띄게 움직였는데, 그의 턱이 공포에 질려 완전히 아래로 떨어져 있었다. 체이스는 존슨이 선서하기 위해 상원을 등질 때까지 대리석처럼, 강철처럼, 화강암처럼 움직이지 않았고, 그때 넬슨과 시선을 교환하며 넬슨은 입을 다물었다."
웰스는 일기에 다음과 같이 기록했다.
부통령 당선자는 두서없고 이상한 횡설수설을 했고, 이는 그의 모든 친구들에게 고통과 굴욕감을 주었다. 내가 받은 인상은 그가 흥분제의 영향을 받고 있다는 것이었지만, 그가 술을 마신다는 것은 알지 못했다. 그는 아팠고 허약하다. 아마도 약이나 흥분제를 복용했거나, 병으로 인해 그의 뇌가 새로운 책임감에 과도하게 활성화되었을 수도 있다. 원인이 무엇이든, 모든 것이 매우 좋지 않은 취향이었다.

취임 연설의 전달, 선서의 집행, 그리고 대통령의 전체적인 태도는 잘 이루어졌고, 퇴임하는 부통령은 친구들에게 굴욕감을 준 그의 후임자와 대조될 때 유리해 보였다. 내 왼쪽에 앉아 있던 스피드는 내게 "이 모든 것이 형편없이 좋지 않다"고 속삭였고, 곧 "그 사람은 분명 미쳤어"라고 말했다. 나는 내 오른쪽에 있던 스탠턴에게 "존슨은 취했거나 미쳤거나 둘 중 하나다"라고 말했다. 스탠턴은 "확실히 뭔가 잘못되었다"고 대답했다. 수어드는 상원에 돌아오고 다시 방문하는 감정 때문이었다고 말한다. 그는 존슨의 감정을 이해할 수 있으며, 존슨은 크게 압도되었다고 한다. 수어드가 옳기를 바라지만, 나는 그와 전적으로 동의하지 않는다. 스탠턴이 말했듯이, 뭔가 잘못되었다. 병이기를 바란다.
원래 일기장에는 그의 아들이 편집하여 출판한 것과 달리 웰스는 취했다는 단어를 쓰고 지운 후 "짧고 노골적인 단어"를 "흥분제의 영향을 받았다"는 문구로 대체했다.

### 그날 늦게

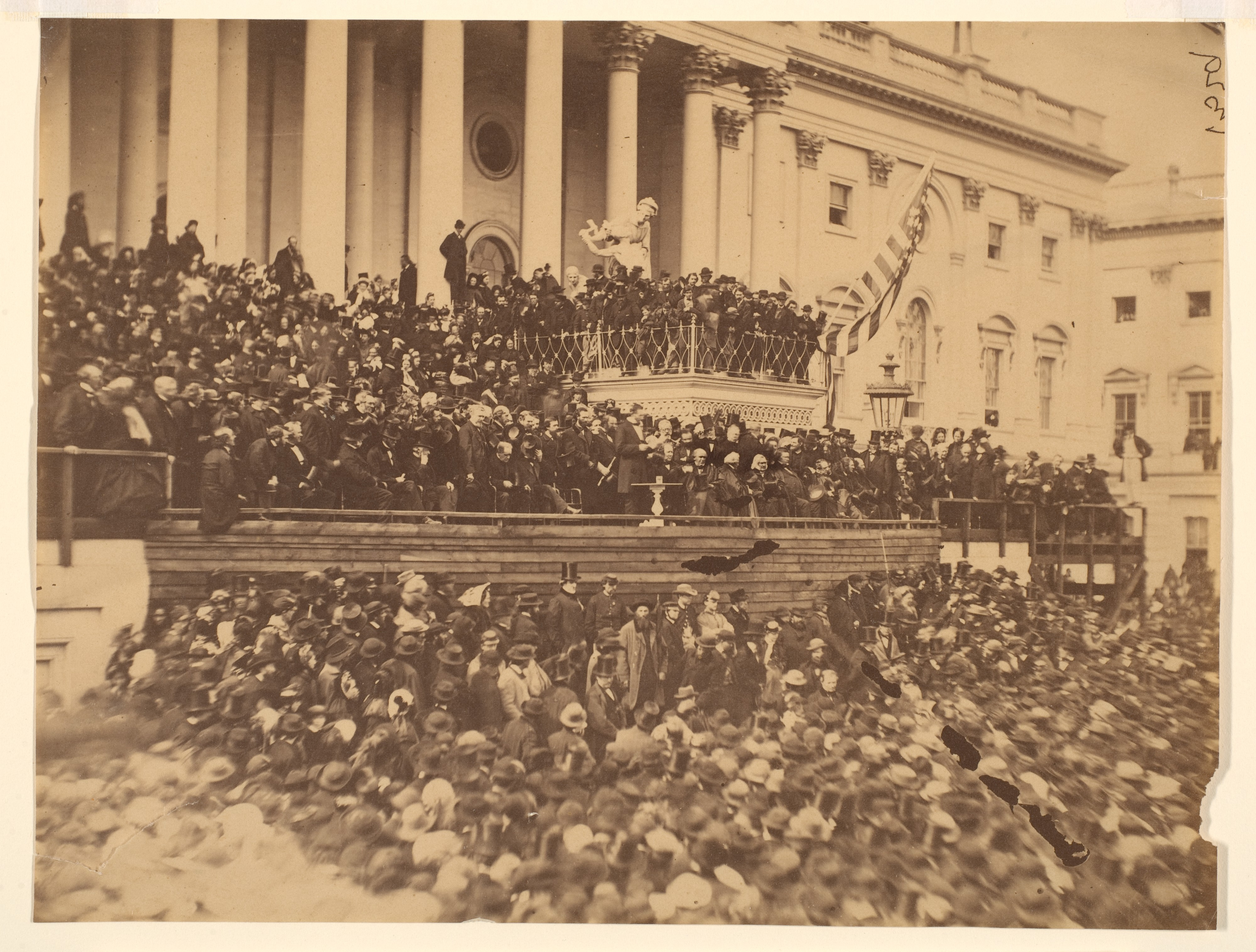
알렉산더 가드너는 링컨의 두 번째 취임 연설 때 이 사진을 찍었다. 그날 일찍 선서한 존슨은 앞줄에 앉아 얼굴 앞에 모자를 들고 있는 사람이고, 해니벌 햄린은 존슨 바로 왼쪽에 앉아 있으며, 링컨은 연단에 서 있고, 존 B. 헨더슨은 링컨 바로 뒤에 서서 손을 마주 잡고 집중해서 듣고 있다. 대법관들은 링컨 오른쪽 앞줄에 앉아 있다. (길먼 컬렉션, MET 2005.100.1215)

펜실베이니아 한 신문에 따르면, 존슨은 자신의 취임식 이후 "지나치게 감성적인 혼란 상태에서 자신의 역할을 수행해야 했다". 존슨은 너무 혼미하여 새로 취임하는 상원의원들에게 성공적으로 선서를 집행할 수 없었으므로, 포니가 나서서 그 일을 대신했다. 동쪽 주랑 밖에서 진행된 링컨의 연설(지금은 상징적인 두 번째 취임 연설)이 끝난 후, 군중은 존슨에게 연설을 요청했지만, 앙코르는 성공적으로 피할 수 있었다. 적어도 한 알렉산더 가드너의 취임식 사진에서 존슨은 앞줄에 앉아 얼굴 위에 모자를 들고 있다. 링컨은 존슨에게 프레더릭 더글러스의 존재를 지적할 기회를 가졌고, 더글러스는 자신의 회고록에서 그 경험을 다음과 같이 묘사했다.
링컨 씨는 존슨 씨를 만지며 나를 가리켰다. 그의 얼굴에 처음 나타난 표정은, 나는 그것이 그의 마음을 진정으로 보여준다고 생각하는데, 쓰디쓴 경멸과 혐오감이었다. 내가 그를 관찰하고 있다는 것을 알자, 그는 좀 더 친근한 표정을 지으려 했지만, 너무 늦었다. 모든 것이 드러난 후에 문을 닫는 것은 소용없었다. 그의 첫 시선은 그 남자의 찡그린 표정이었고, 두 번째는 선량하고 병약한 선동가의 미소였다. 나는 도르시 부인에게 돌아서서 말했다. "앤드루 존슨이 어떤 사람이든, 그는 우리 민족의 친구는 분명히 아니다."

이날 링컨 대통령과 존슨 부통령만큼 강한 대조를 이루는 두 남자는 찾아보기 어려웠다. 링컨 씨는 의무와 자기 부인의 험난하고 가시밭길을 걷는 사람 같았고, 존슨 씨는 방금 술에 취한 듯했다. 한 사람의 얼굴은 권력과 자만의 절정에 있으면서도 남자다운 겸손함으로 가득했고, 다른 한 사람의 얼굴은 허세와 거만한 자만심으로 가득했다. 사실, 아직 이른 시간이었음에도 존슨 씨는 취해 있었다.

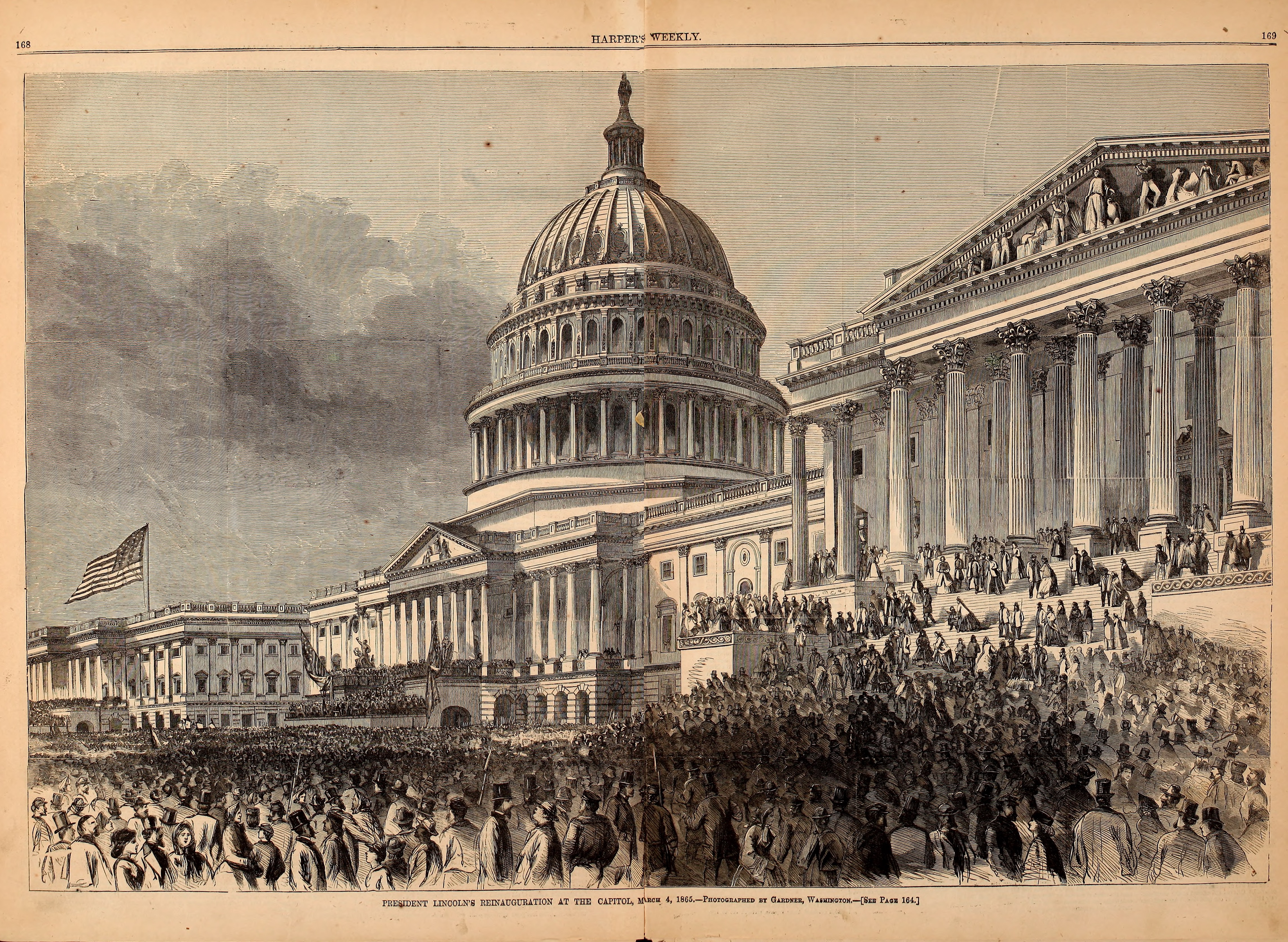
1865년 3월 4일 미국 국회의사당에서 열린 링컨 대통령 취임식, 가드너가 촬영하고 하퍼스 위클리에 목판화로 재인쇄되었다.

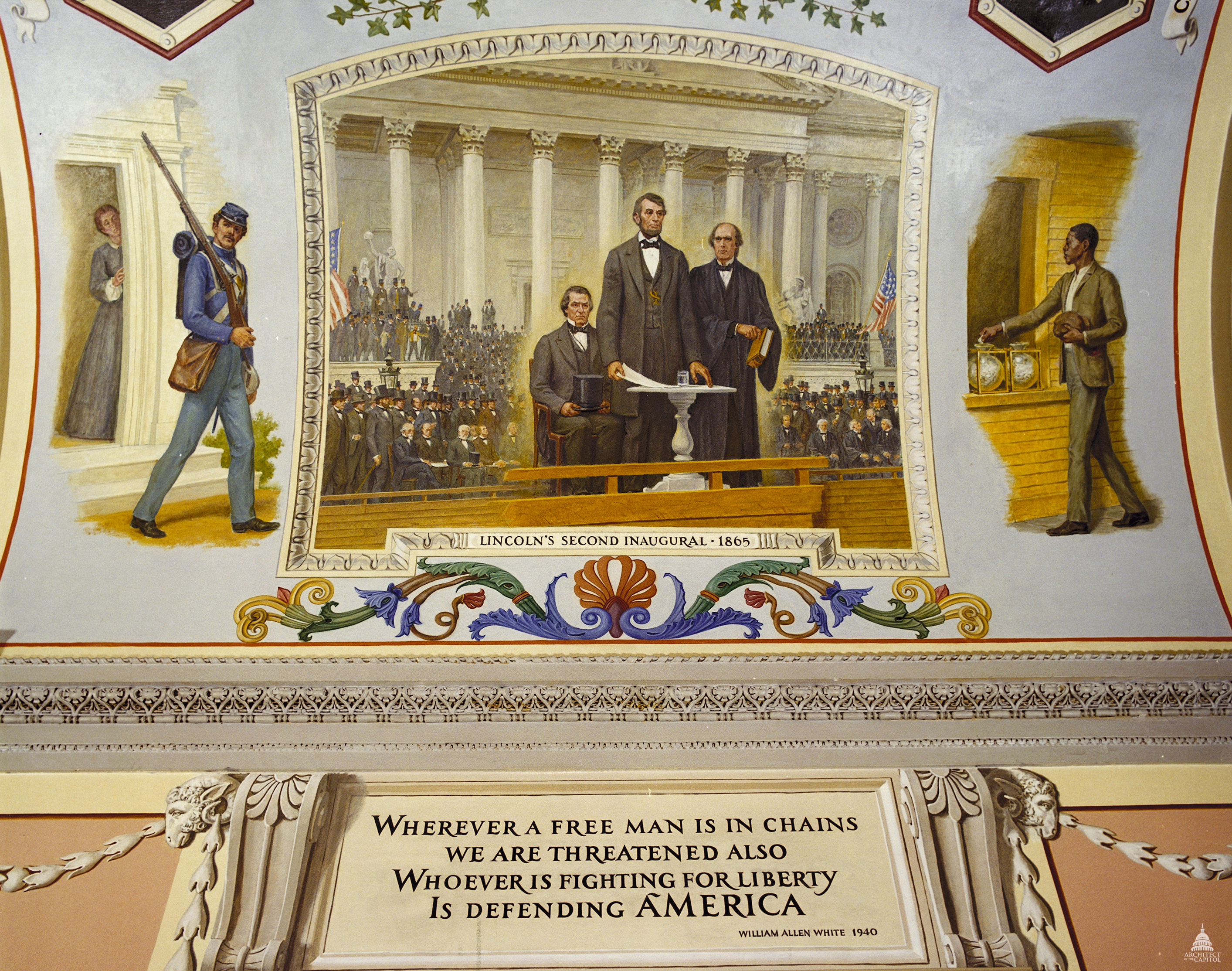
국회의사당에 있는 존슨과 체이스가 링컨 취임식에 참석한 모습을 묘사한 작품

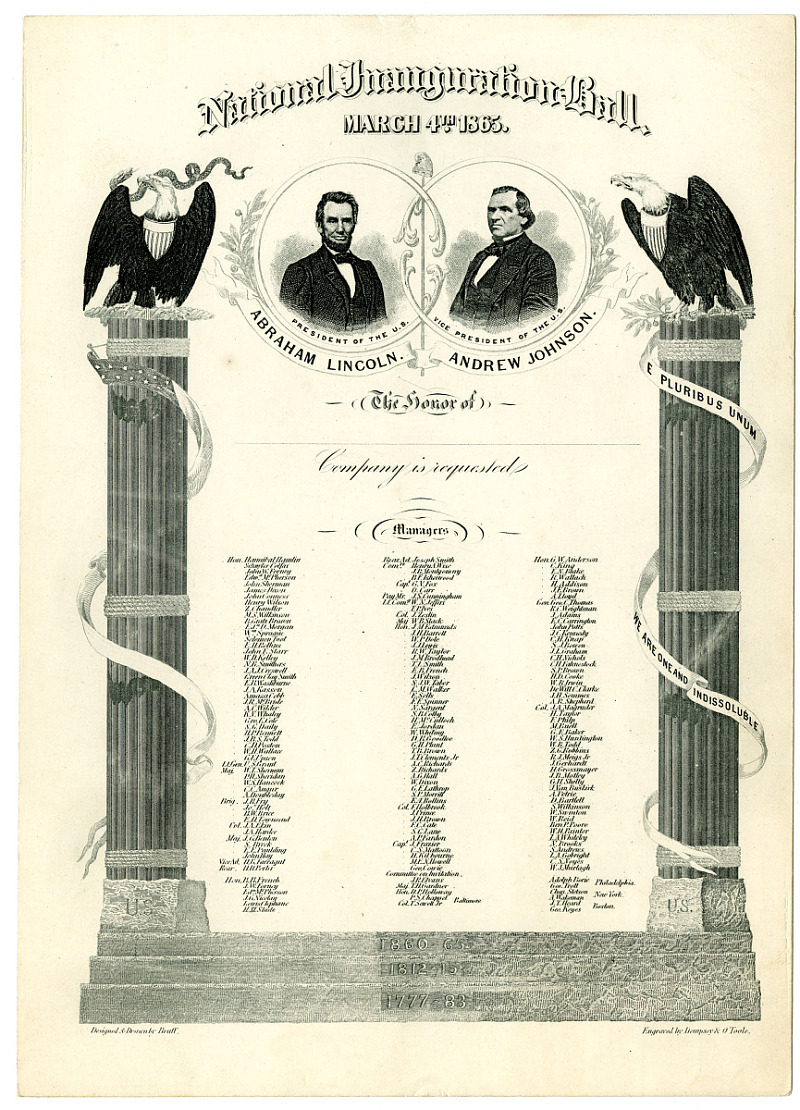
취임 축하 무도회 초대장 (스미소니언 –PL.227739.1865.R01)

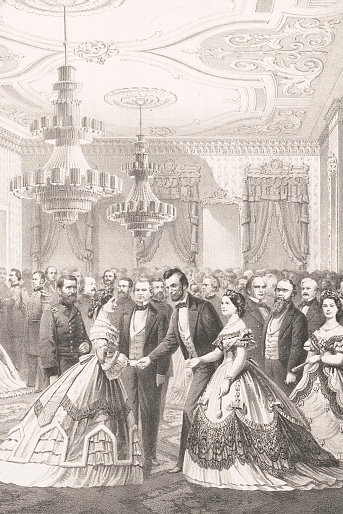
1865년 취임 축하 무도회에서 링컨 행정부 고위 인사들을 예술가가 환상적으로 묘사한 모습. 존슨이 지켜보는 가운데 줄리아 그랜트가 에이브러햄 링컨을 맞이하고 있다. (미국 의회도서관 – pga.07429)

링컨의 취임 축하 무도회에서 존슨을 언급한 신문 기사는 두 개 남아 있다. 펜실베이니아주 몬트로즈의 민주당 성향의 데모크라트는 존슨이 취임 축하 무도회에서 실려 나갔다고 주장했다. 매사추세츠주 스프링필드 리퍼블리칸은 "미국 주요 공화당 신문 중 하나"로 묘사되는 소식통에 따르면 존슨이 취임 축하 무도회에서 "술에 너무 취해" 방으로 실려 가야 했다고 보도했다.

## 여파

### 언론 논평
취임식 이후 무엇이 정확히 일어났는지에 대한 뜨거운 논쟁이 있었지만, "그의 지나치게 감성적인 연설이 참석자들에게 미친 해로운 영향에 대해서는 이견이 없었다. 전국적인 반응은 충격, 실망, 굴욕감이었다." 뉴욕 월드는 불길한 징조를 읽고 파멸을 예언했다. "이 오만한 광대 같은 술꾼과 대통령직 사이에 한 명의 연약한 인간만이 서 있다는 것을 생각하면! 하느님께서 에이브러햄 링컨을 축복하고 살려주시기를! 이 앤드루 존슨이 그의 후계자가 된다면, 미국 공화국의 쇠퇴와 몰락은 네로와 칼리굴라와 같은 인간 형상의 흉악한 괴물들처럼 역사에 악명을 떨칠 것이다." 신시내티 언론인 "맥" (조지프 B. 맥컬래)은 다음과 같이 썼다. "...이 주제는 정말 너무 역겨워서 쓸 수 없다 [...] 취임식에 대해 내가 말할 수 있는 것은, 인간의 삶과 국가의 운명을 통제하시는 분이 에이브러햄 링컨의 삶을 보존하고, 앤드루 존슨이 정부의 고삐를 잡는 만일의 사태로 인해 국가가 느끼게 될 굴욕을 면하게 해주시기를 바란다." 몇 년 후, 포니는 이 사건을 암시하는 구절을 썼다. "링컨은 열망하는 것처럼 보이지 않았지만, 세상에서 가장 높은 자리에 올랐다. 반면 존슨은 항상 황금 과일을 손에 넣으려 했지만, 그것을 얻었고, 상상할 수 없는 광기 속에서 그것을 잃었다. 에이브러햄 링컨은 자신에게 가장 좋은 순간에 죽었지만, 앤드루 존슨은 위대한 기회가 어떻게 낭비될 수 있는지를 증명하기 위해 살아 있다."
신문들은 다양한 정치적 성향을 띠며 보도 여부에 대해 당파적인 논쟁을 벌였는데, 뉴욕 인디펜던트는 이에 대해 다음과 같이 썼다. "한두 번, 우리는 공인들의 지나친 음주에 대해 비판하는 것이 우리의 의무라고 느꼈다. 그런 경우 공공 언론의 의무는 무엇인가 묻게 될 것이다. 우리에게는 명백해 보인다. 우리는 공인이 사적인 자리에서 술에 취했다면 신문의 논평에 책임을 묻지 않지만, 공적인 자리에서 자신의 역할을 수행하는 동안 술에 취했다면 그의 위법 행위는 대중에 대한 것이므로 대중의 정당한 비난에서 결코 보호되어서는 안 된다고 주장한다. 3월 4일 상원 회의실에서 상원, 하원, 내각, 대법원, 외교단, 언론, 여성 갤러리, 그리고 (부분적으로는) 미국 대통령 앞에서—그리고 영원히 역사적인 행사에서—부통령 당선자는 취한 상태로 엄숙한 취임 선서를 하기 위해 나타났다. 분노가 아닌 슬픔으로 우리는 이 사실을 기록한다. 이 사실을 억압할 권리는 우리에게 없다." 마찬가지로 메인주의 뱅고어 제퍼소니안은 "그러한 공적인 비정상적인 행동이 백색세탁되어야 한다면 당이 존경받고 정직할 이유가 무엇인가?"라고 사설을 썼다. 업스테이트 뉴욕의 트로이 데일리 휘그는 이 기회에 가십성 왓어바우티즘에 참여하여 존 벨, 존 C. 브레킨리지, 스티븐 A. 더글러스, 프랭클린 피어스, 존 타일러, 대니얼 웹스터, 실라스 라이트를 과음(어떤 경우에는 만성적으로)으로 알려진 미국 정부 지도자로 열거하며, 따라서 국빈 행사에서의 공개적인 취함이 자동으로 자격 박탈 사유가 되지는 않지만, 존슨의 친구들은 분명히 그에게 엄중히 말해야 한다고 썼다.
이 광경은 E 스트리트의 그로버 극장에서 공연된 노래에 영감을 주었다.
그리고 위대한 앤디 존슨은

따뜻한 브랜디 토디를 마셨네,

그를 취하게 만들었네,

취임식에서.

이제 그 불명예를 지우기 위해,

대통령은 그 장소를 폐쇄했네,

앤디 존슨이 은혜를 잃은 곳,—

취임식에서!

링컨 살해 전후로 사람들은 존슨이 취한 것이 아니라 연방 정부를 파괴하려는 거대한 음모의 일환으로 중독되었을지도 모른다고 증거 없이 추측했다.

### 정치적 영향

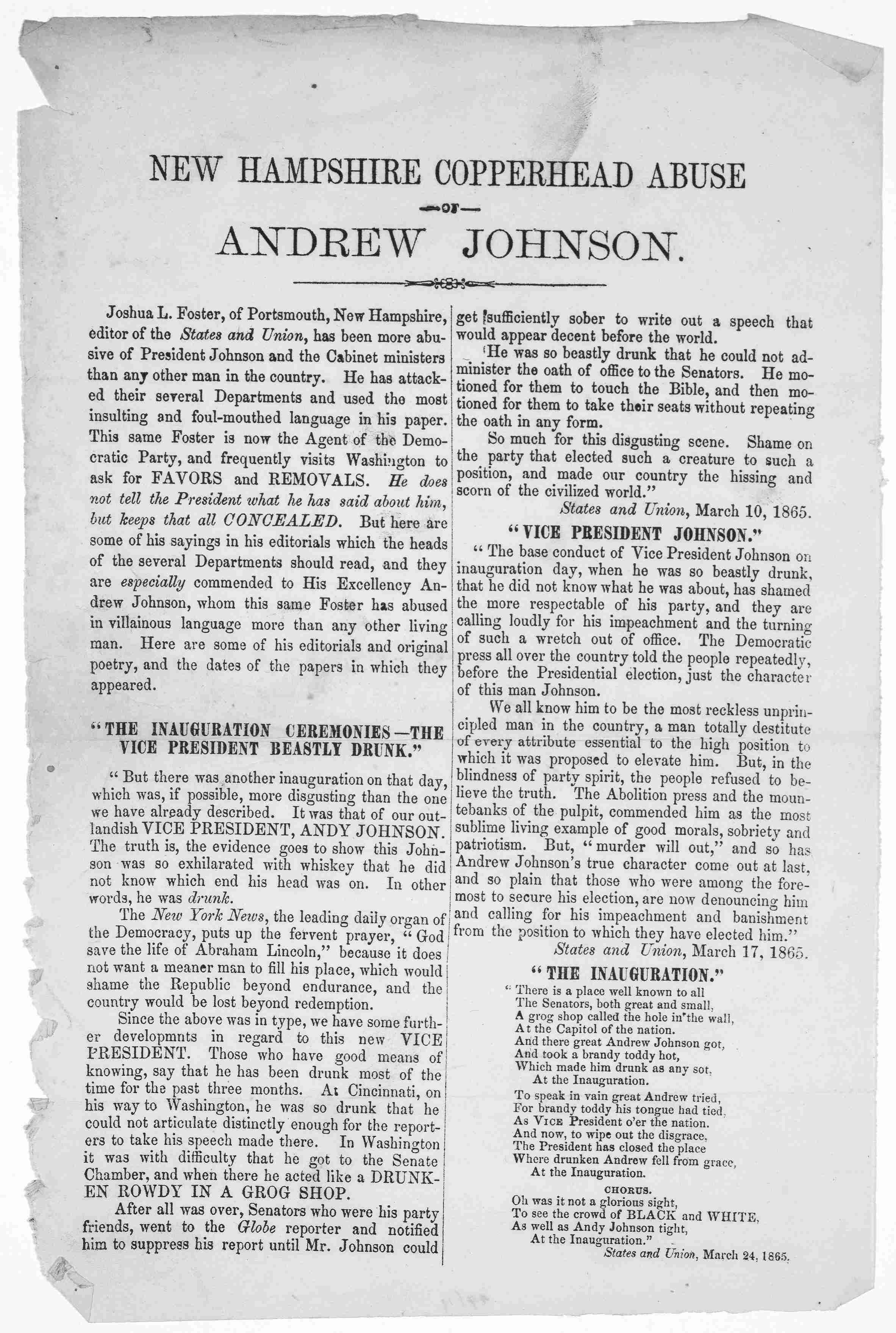
1865년 인쇄된 뉴햄프셔 코퍼헤드 앤드루 존슨 비방 브로드사이드; 노래 가사에 언급된 "벽의 구멍"은 상원 의사당 바로 옆에 있던 실제 술집이었다. (미국 의회도서관 – 2020778138)

타임스(런던)는 다른 사람이라면 의전관에 의해 "상원 의사당에서 술에 취한 혐의로" 체포되었을 것이라고 논평했다. 존슨은 체포되지 않았다. 또한 그의 책임 있는 자리에서 해임되지도 않았다. 위기 속에서 포니에 따르면, "에이브러햄 링컨으로부터 어떤 분노의 목소리도 들리지 않았다. 거의 모든 사람이 비난하고 많은 사람이 위협했지만, 링컨 씨는 단지 '앤디에게는 혹독한 교훈이 되었지만, 다시는 그러지 않을 것 같아요.'라고 말했다.'" 링컨 대통령이 존슨 부통령을 "해고"하고 싶었더라도, 그렇게 할 헌법적 근거는 없었을 것이다. 링컨은 존슨의 공개적인 취함에 대해 우려를 표명했던 재무장관 휴 맥컬록에게 걱정하지 말라고 말했다. "앤디 존슨을 수년간 알고 지냈다. 며칠 전에 실수를 했지만, 겁낼 필요 없다. 앤디는 주정뱅이가 아니다." 역사가 루이스 클린턴 해치는 "이는 놀라운 발언이다. 링컨은 존슨을 선거운동 기간에 만났을 뿐, 개인적인 교류는 거의 없었을 것이다. 아마도 공화당과의 불화 이후 내각에서 물러난 맥컬록이 무의식적으로 존슨의 발언을 강화해주는 호의를 베풀었을 것이다"라고 썼다. 고든-리드는 맥컬록의 링컨 발언 기록이 "마치 문제를 해결한 것처럼 제시되는 경우가 많다. 링컨은 그가 훌륭한 변호사이자 지도자였던 이유는 두 직책 모두에 필요한 설명할 수 없지만 중요한 기술, 즉 침착함을 투사하고 두려움을 진정시키는 능력—무섭거나 유죄 여부에 관계없이 겁에 질린 고객의 눈을 들여다보고 모든 것이 괜찮을 것이라고 말하거나, 두려워하는 대중에게 국가가 위기의 시기에서 승리할 것이라고 설득하는 능력을 가지고 있었기 때문이다. 그 위대한 사람이 맥컬록에게 달리 무엇을 말할 수 있었겠는가? '그래, 휴, 동의한다—이제 우리는 모두 망했어. 배를 버려라! 내게 무슨 일이 생기면, 미국은 주정뱅이의 손에 남겨질 거야.'라고 말할 수 있었겠는가"라고 논평한다. 웰스에 따르면 존슨의 "병약함"은 직후 내각 회의에서 논의되었고("아무도 어떤 결점도 알아채지 못한 것 같았다"), 헨더슨에 따르면 "그 장면은 너무나 굴욕적이어서 며칠 후 상원 코커스에서 그의 의장직 사임을 요구하는 것이 적절한지 진지하게 고려했다." 연설 실패의 직접적인 결과로 미국 상원은 "캘리포니아의 제임스 A. 맥두걸과 델라웨어의 윌러드 솔즈버리 시니어를 '상습적인 음주와 업무 무능력으로 인해' 모든 상임위원회에서 제외하기로" 투표했다.'"

### 존슨의 부통령 재임 및 대통령 재임에 미친 영향

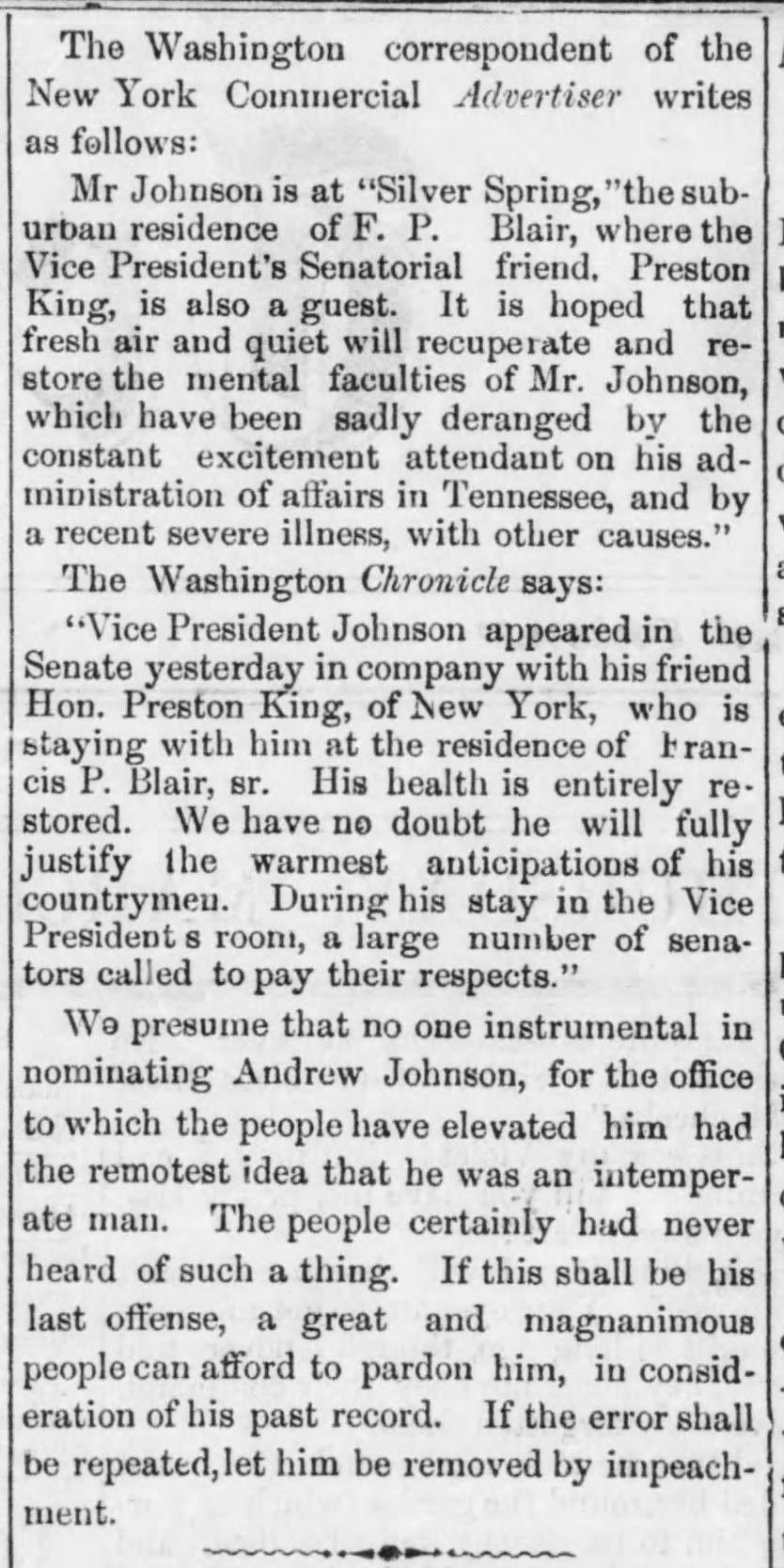
존슨이 블레어 가족 동맹들과 함께 피신하고 있음을 나타내는 "워싱턴 통신" (케노샤 텔레그래프-쿠리어, 케노샤, 위스콘신, 1865년 3월 23일)

그 후 존슨은 메릴랜드에 있는 블레어 가문의 실버스프링 영지에서 "언론을 피해 숨어 지냈다." 역사가 해치에 따르면, "상원 회의록에 따르면 그는 3월 6일 월요일 회의를 주재했으며, 뉴욕 트리뷴 특파원은 그의 신문에 부통령이 그날 저녁 취임 축하 무도회에 참석하여 링컨 부인에게 특히 신경을 썼다고 썼다. 그러나 3월 7일 존슨 씨는 상원에 불참했으며 회의 내내 그러했다. 그는 그날 실버스프링으로 갔을 가능성이 높으며, 상원이 휴회하고 취임식에 대한 흥분이 가라앉고 그의 건강이 호전될 때까지 약 2주 동안 그곳에 머물렀다는 것은 확실하다." 메릴랜드에서 존슨은 장티푸스로 인해 "쇠약해졌다"고 설명하는 편지를 썼다. 존슨은 4월 3일까지 공개석상에 나타나지 않았는데, 이날 그는 펜실베이니아 애비뉴의 한 호텔 앞에서 남부 연합 수도의 함락에 대해 즉흥 연설을 했다. 제임스 G. 블레인의 회고록에 따르면, 존슨은 1865년 4월 9일경 다시 워싱턴에 도착했으며, "4월 10일 아침 먼로 요새에서 도착한 존슨 씨는 리 장군의 항복으로 인해 국가 수도가 애국적인 흥분으로 불타오르는 것을 발견하고 백악관으로 서둘러 가서, 그랜트 장군이 양보한 관대한 조건에 대해 링컨 씨의 내키지 않는 귀에 간절한 항의를 제기했다." 1866년, 테네시 신문 보도에 따르면 링컨은 1865년 4월 11일에 존슨을 만났고, 가족 마차 타기를 포기하고 회의에 참석했으며, 돌아와서는 "매우 염려스러운 표정으로 '그 불쌍한 남자; 내 두 번째 임기 동안 그가 어떤 문제를 일으킬지 상상할 수 없다.'라고 말했다."'" 표준적인 설명에 따르면, 존슨과 링컨은 4월 14일 오후까지 다시 만나지 않았다. 그날 밤 존 윌크스 부스는 링컨의 머리 뒤를 총으로 쏘았고, 16대 대통령은 다음 날 오전 7시 22분에 사망했다. 존슨의 42일 임기는 미국 역사상 두 번째로 짧은 부통령 재임 기간이 될 것이다.

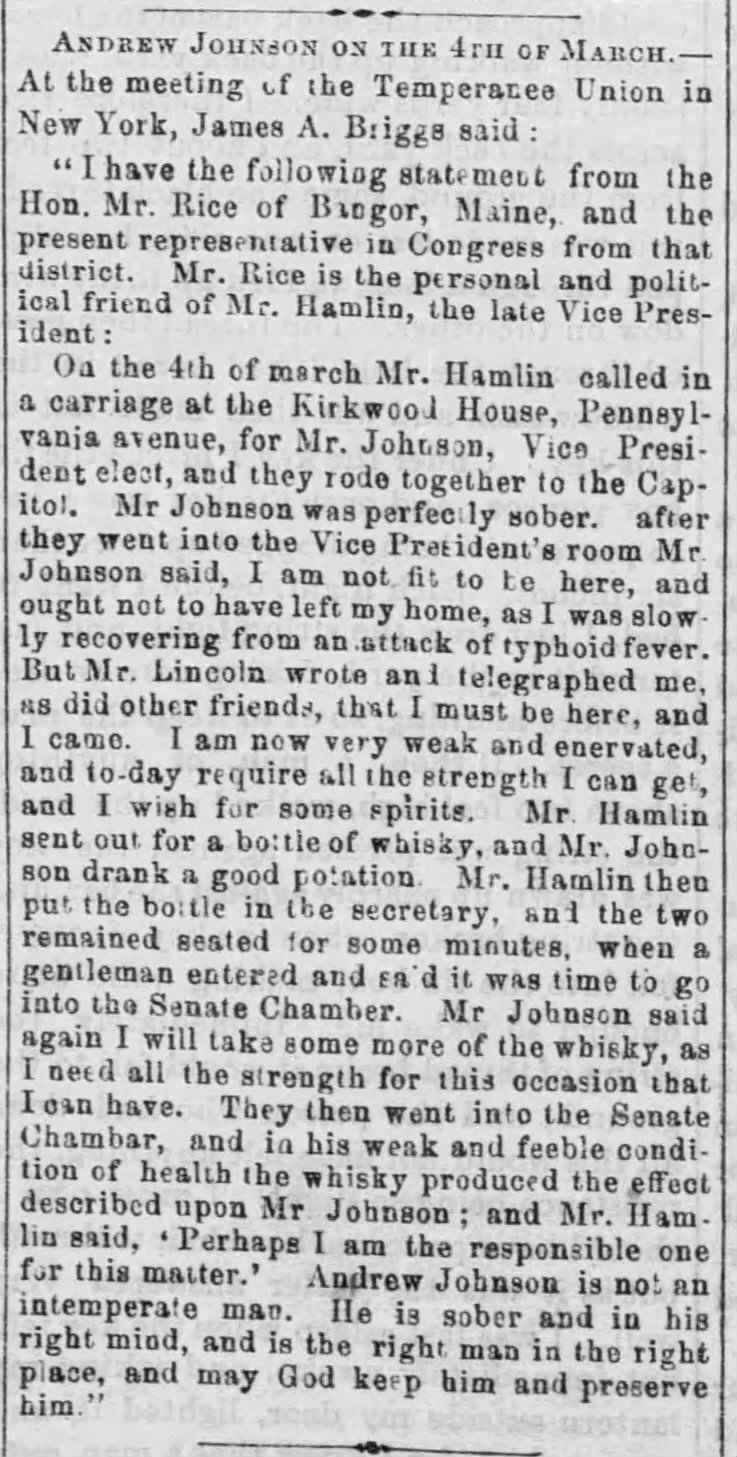
링컨 암살 한 달 후, 뉴욕의 금주 운동가가 라이스 의원이 햄린 의원에게 존슨 대통령이 "술에 취하지 않고 제정신이었다"며 "아마도 이 문제에 대한 책임은 나에게 있을 것"이라고 말했다고 전했다. ("3월 4일의 앤드루 존슨" 랭커스터 이그재미너, 1865년 5월 24일)

결론적으로 그가 임상적으로 유의미한 알코올 중독 증상을 보였는지 여부와 상관없이 3월 4일 미국 국회의사당에서의 그 광경 이후, "그의 음주 습관에 대한 진실은 중요하지 않게 되었다. 중요한 진실은 그가 스스로를 취약하게 만들어 정치 경력 후반에 닥쳐온 거의 모든 위기에서 취함이라는 비난에 노출되도록 만들었다는 것이다." 그 후 재건 시대의 전쟁에서 "벤 웨이드 상원의원과 다른 급진파 의원들은 이 사건을 반복적으로 이용하여 존슨을 주정뱅이로 묘사했다." 실제로 의회가 탄핵으로 나아가면서, 새디어스 스티븐스는 "그 사람의 감정을 다치게 하고 싶지 않다. 그가 악당이라고 말하고 싶지 않다. 좀 더 완곡하게 말해서, 그는 아직 취임식에서 술에 취한 상태에서 벗어나지 못했으니, 술이 깰 때까지 은퇴하게 하자"고 논평했다.

## 역사가들의 견해
두 명의 미국 의회조사국 직원에 따르면, 존슨의 연설은 "불행하게도, 부통령의 취임 연설 중 가장 기억되는 연설"이다. 20세기에 부통령직에 대한 "기본적인 연구"로 평가받던 저서의 저자들에 따르면, 부통령 취임 연설은 "1865년과 1917년의 예외를 제외하고는 한결같이 진지하고 품위 있었다"고 하며, 상원에 대한 모든 부통령 연설 중 단 두 개만이 "그들이 남긴 인상으로 인해 탁월한 것으로 간주된다." 첫 번째 탁월한 연설은 에런 버의 1805년 고별 연설이었다. 상원의원들은 눈물을 흘렸다. 1917년 토머스 R. 마셜의 취임 연설에는 자기비하적 유머가 포함되어 있었다. 1865년 존슨의 취임 연설은 그가 분명히 술에 취한 상태에서 행해졌으며, 보편적인 "공포와 혐오"를 불러일으켰다. 나중에 존슨의 분명한 취함은 장티푸스 약물 복용의 결과이거나 햄린이 그를 과음하도록 조종했다는 변명이 나왔다.
이러한 주장들은 중요한 사실을 무시한다. 앤드루 존슨은 성인이었고 자신의 행동에 책임이 있었다. 만약 그가 미국 정치 생활에서 가장 중요한 행사 중 하나에서—아마도 국가 역사상 가장 중요한 시점에서—심각하게 아팠다면, 그는 자신을 더 잘 돌보았어야 했고, 여러 잔의 위스키를 마시는 것이 좋은 생각이 아니라는 것을 알았어야 했다. 만약 그가 자신의 경력에서 가장 중요한 업적이었던 행사에 참여하기 전에 다른 사람이 그의 의지에 반하여 술을 마시게 할 수 있는 종류의 사람이었다면, 그는 자신을 드러낸 것보다 대통령으로서의 자격이 훨씬 부족했다.
 — 아네트 고든-리드 (2011)

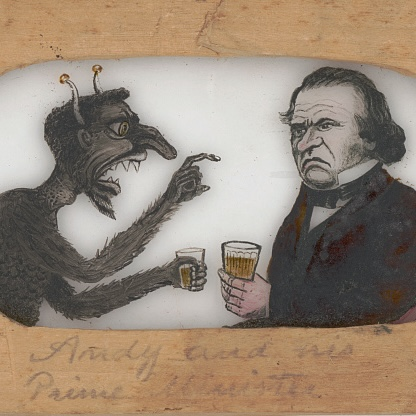
미국 대통령 앤드루 존슨이 악마와 술을 마시는 손으로 그린 환등 슬라이드: 현재는 주로 역사가들의 주제인 앤드루 존슨의 알코올 중독 논쟁은 그의 대통령직에 대한 대중의 인식에 중요한 요소였다. (릴젠퀴스트 컬렉션, 미국 의회도서관 – 2019646718)

정치학자 가우탐 묵운다에 따르면 다음과 같은 주장을 했다.
[존슨의] 약점, 경직성, 인종차별주의의 조합은 19세기 기준으로도 예외적이었다. 존슨은 전쟁으로 지친 북부가 더 이상 압력을 유지하려 하지 않을 때 고집 센 남부인들에게 싸움을 계속하도록 고무했기 때문에 남부는 전쟁에서 패한 후 평화를 성공적으로 얻을 수 있었다. [...] 1864년 존슨의 부통령 선출은 링컨의 가장 큰 실수였다. 존슨이 입힌 피해의 규모를 고려할 때, 링컨의 암살은 미국 역사상 가장 큰 비극일지도 모른다.

## 같이 보기
- 앤드루 존슨 대통령 취임식
- 앤드루 존슨의 참고 문헌
- 미국 부통령 목록
- 미국의 부통령 § 헌법상의 역할
- 미국 대통령의 역사적 평가
- 제3정당 체제
- 위스키 개요

## 내용주
1. ↑  존슨과 링컨은 둘 다 제30대 미국 의회(1847~1849년)에 속해 있었다. 에이브러햄 링컨의 삼촌 모르데카이 링컨은 그린빌에 살았고, A. 링컨의 사촌인 메리-소피아 링컨은 그린빌 상인인 윌리엄 R. 브라운과 결혼했다. 링컨 가족은 또한 존슨의 사위인 대니얼 스토버 가족과 매우 먼 친척 관계였다. (1869년 존슨의 미망인 딸 메리 존슨 스토버는 몇 명의 자녀를 둔 미망인 브라운과 결혼했다.)[8]
2. ↑  앤드루 존슨의 전기 작성과 관련이 있을 수 있는데, 무어는 재건 수정 헌법에 대해 다음과 같이 썼다: "그에게 시민권과 사회적 평등을 부여한 세 가지 흑인 수정 헌법은 노예 제도 자체보다 그와 우리에게 더 큰 죄악이었다."[18]
3. ↑  앤드루 존슨의 논문에 따르면, 가제트는 존슨의 연설에 대해 그가 "나는 급진적인 민주당원이다. 가짜, 양성애자 발란디그햄 민주당원이 아니라, 모든 혐오스러운 무효화와 분리주의에 반대하는 잭슨파 민주당원이다. 나는 평생 흑인뿐만 아니라 백인의 해방을 위해 노력해왔다"고 말했다고 보도했다. 존슨은 이어 충성에 대해 설명하고 켄터키의 반란과 연방 복귀를 비판하며 "신시내티 시민들에게 이 투쟁 내내 유지해온 입장을 굳건히 지킬 것을 호소하며 마쳤는데, 그렇게 함으로써 마지막에는 충실함의 보상을 거둘 것이라고 확신했다"고 한다.[22]
4. ↑  밀턴의 『증오의 시대: 앤드루 존슨과 급진파』(1930)에 따르면, 당시 하원의원 존 H. 라이스, "햄린의 개인적, 정치적 친구"가 제공한 설명에 의하면, "일행이 부통령실로 들어섰을 때, 그는 햄린에게 말했다: '저는 여기에 있을 자격이 없습니다. 집에 머물렀어야 했습니다. 장티푸스 발병에서 회복이 느렸거든요. 하지만 링컨 씨와 다른 친구들이 꼭 오라고 전보를 쳐서 왔습니다. 지금은 매우 약하고 기운이 없어서, 힘을 최대한 끌어내야 합니다. 좋은 위스키 좀 주실 수 있습니까?' 이에 햄린은 위스키 한 병을 가져오게 했고 존슨은 '아주 많이 마셨다.' 둘은 몇 분 동안 앉아 있다가, 의사당 상원 회의장으로 가서 취임식을 시작할 시간이라는 통지가 왔다. 존슨은 다시 '위스키를 좀 더 마셔야겠습니다. 이번 행사를 위해 모든 힘이 필요하니까요'라고 말했다."[41][42]
5. ↑  버팔로 쿠리어의 번역은 존슨이 "그 부분에서 2분 반"과 같이 계속 중얼거렸음을 시사하는 듯하며,[71] 이는 연설이 7분으로 예정되어 있었다는 점을 감안할 때 흥미롭다.[40]
6. ↑  존슨은 또한 3월 4일 오후에 상원에 돌아와서 추가 업무를 주재하지 않았다.[51]
7. ↑  해치에 따르면, 기록에 의하면 존슨이 3월 6일에 실제로 주재했다면, 그는 헨리 윌슨의 "국회의사당 상원 의사당에서 모든 술을 즉시 제거해야 한다"는 동의를 감독했는데, 이전에는 "잘 준비된 바가 인접한 방에 있었고, '벽의 구멍'으로 유명한 통로 덕분에 상원의원들은 회의장을 떠나지 않고도 갈증 난 목을 충분히 축일 수 있었다."[97]

## 참고 자료

### 서적
- Achorn, Edward (2020). 〈Chapter 11: 'Andy Ain't a Drunkard' Saturday, noon, March 4, 1865〉. 《Every Drop of Blood: The Momentous Second Inauguration of Abraham Lincoln》 (미국 영어). Grove Atlantic. ISBN 9780802148766. LCCN 2019045236. OCLC 1164845279.
- Blaine, James G. (1886). 〈Chapter I〉. 《Twenty Years of Congress: from Lincoln to Garfield》 (미국 영어) II. Norwich, Connecticut: Henry Bill Pub. Co. LCCN 02019439. OCLC 894670836. OL 7166157M.
- Brabson, Fay W. (1972). 《Andrew Johnson: A Life in Pursuit of the Right Course, 1808–1875》 (미국 영어). Durham, North Carolina: Seeman Printery. LCCN 77151079. OCLC 590545. OL 4578789M.
- Browne, Stephen H. (2008). 〈Andrew Johnson and the Politics of Character〉.   Medhurst, Martin J. 《Before the Rhetorical Presidency》. Presidential Rhetoric and Political Communication No. 19. College Station, Texas: Texas A&M University Press. 194–212쪽. ISBN 978-1-60344-626-6. LCCN 2008011037. OCLC 726828935. Project MUSE 2701. |id=에 templatestyles stripmarker가 있음(위치 1) (도움말)
- Cohen, Jared (2019). 《Accidental Presidents: Eight Men Who Changed America》. New York: Simon & Schuster. ISBN 978-1-5011-0984-3. LCCN 2018043445. OCLC 1054267847.
- Douglass, Frederick (1881). 《Life and Times of Frederick Douglass》 (영어). Hartford, Connecticut: Park Publishing Co. hdl:2027/uiuo.ark:/13960/t0dv8981z?urlappend=%3Bseq=405. LCCN 14003399. OCLC 3325537. OL 24644977M.
- Forney, John W. (1873). 〈XXIV (September 3, 1871)〉. 《Anecdotes of Public Men》 (미국 영어) I. New York: Harper & Brothers. 165–177쪽. LCCN 03027372. OCLC 613194445.
- Gordon-Reed, Annette (2011). 《Andrew Johnson》. The American Presidents Series (미국 영어). New York: Times Books/Henry Holt. ISBN 978-0-8050-6948-8. LCCN 2010032595. OCLC 154806758.
- Hamlin, Charles E. (1899). 《The Life and Times of Hannibal Hamlin》. Cambridge, Massachusetts: Riverside Press. LCCN 99001844. OCLC 559986758. OL 528831M.
- Harris, William C. (2009). 《Lincoln's Last Months》 (미국 영어). Cambridge, Massachusetts: Belknap Press of Harvard University Press. doi:10.4159/9780674038363. ISBN 978-0-674-03836-3. LCCN 2003057907. OCLC 649790732. S2CID 152948464.
- Maslowski, Peter (1978). 《Treason Must Be Made Odious: Military Occupation and Wartime Reconstruction in Nashville, Tennessee, 1862–65》 (미국 영어). Millwood, New York: KTO Press. ISBN 978-0-527-62185-8. LCCN 78016799. OCLC 4004346.
- Means, Howard B. (2006). 《The Avenger Takes His Place: Andrew Johnson and the 45 Days That Changed the Nation》. Harcourt, Inc. ISBN 9780151012121. LCCN 2006011374. OCLC 67239881.
- Milton, George Fort Jr. (1930). 〈Chapter VIII: Andy Makes a Bad Slip〉. 《The Age of Hate: Andrew Johnson and the Radicals》 (미국 영어). New York: Coward-McCann, Inc. LCCN 30031349. OCLC 739916.
- Mukunda, Gautam (2022). 《Picking Presidents: How to Make the Most Consequential Decision in the World》. Berkeley: University of California Press. doi:10.1525/9780520977037. ISBN 9780520977037. JSTOR j.ctv2vr8tw4. LCCN 2021060597. OCLC 1303569935. S2CID 252420069.
- Nowlan, Robert A. (2016). 《The American Presidents From Polk to Hayes: What They Did, What They Said & What Was Said About Them》. Denver: Outskirts Press. ISBN 9781478765721. LCCN 2015917085. OCLC 949382331.
- Schroeder-Lein, Glenna R.; Zuczek, Richard (2001). 《Andrew Johnson: A Biographical Companion》 (영어). Santa Barbara, California: ABC-CLIO. ISBN 978-1-57607-030-7. LCCN 2001001777. OCLC 50174681. OL 3937770M.
- Scroggins, Mark (1994). 《Hannibal: The Life of Abraham Lincoln's First Vice President》 (영어). Lanham, Maryland: University Press of America. ISBN 978-0-8191-9440-4. LCCN 93045957. OCLC 29564237.
- Trefousse, Hans L. (1989). 《Andrew Johnson: A Biography》 (미국 영어). New York: W. W. Norton & Co. ISBN 0-393-31742-0. LCCN 88028295. OCLC 463084977.
- Various (1986).  Graf, LeRoy P., 편집. 《The Papers of Andrew Johnson》 (미국 영어). 7, 1864–1865. Associate editors Patricia P. Clark and Marion O. Smith. Knoxville, Tennessee: 테네시 대학교 출판부. ISBN 978-0-87049-098-9. LCCN 67025733. OCLC 489663229.
- Welles, Gideon (1911). 〈Chapter XXVIII〉.   Welles, Edgar T. 《Diary of Gideon Welles, Secretary of the Navy Under Lincoln and Johnson》 (미국 영어). II (April 1, 1864–December 31, 1866). Boston: Houghton Mifflin Co. LCCN 38034416. OCLC 795127753. OL 6379113M.

### 학술지
- Hatch, Louis Clinton; Shoup, Earl L. (April 1934). 《The Vice-Presidency of the United States》. 《Americana》. XXVIII (Somerville, N.J., and New York: American Historical Society, Inc.). 191–249쪽. LCCN sf88092249. OCLC 1480991.
- Stathis, Stephen W.; Moe, Ronald C. (October 1980). 《America's Other Inauguration》. 《Presidential Studies Quarterly》. Inaugurating the President and the Vice President Issue 10 (New York: Center for the Study of the Presidency and Congress). 550–570쪽. doi:10.1111/1741-5705.00026. eISSN 1741-5705. ISSN 0360-4918. JSTOR 27547623. LCCN 75646123. OCLC 45848856.

### 잡지 기사
- Brooks, Noah (April 1895). “Lincoln's Re-election: The Beginning of Lincoln's Second Term – The President's Shrewdness at Hampton Roads – Lincoln's Second Inauguration”. 《The Century Illustrated Monthly Magazine》 (미국 영어). XLIX (49)권 6호 (Union Square, New York: The Century Co.). 865–872쪽. hdl:2027/uc1.32106011160956?urlappend=%3Bseq=883. ISSN 2837-5637.
- Henderson, John B. (December 1912). “Emancipation and Impeachment”. The Century's After-the-War Series. 《Century Illustrated Monthly Magazine》. LXXXV (85)권 2호 (Union Square, New York: The Century Co.). 196–209쪽. ISSN 2837-5637.
- Moore, John Trotwood (1929년 3월 30일). “Andrew Johnson—The Rail-Splitter's Running Mate”. 《Saturday Evening Post》. 201권 39호. 24–25, 162, 165, 166, 169쪽. ISSN 0048-9239.
- Truman, Benjamin C. (January 1913). “Anecdotes of Andrew Johnson”. The Century's After-the-War Series. 《The Century Illustrated Monthly Magazine》. LXXXV (85)권 3호 (Union Square, New York: The Century Co.). 435–440쪽. ISSN 2837-5637.

### 역사적 맥락
- Bailey, Fred Arthur (1999). 《John Trotwood Moore and the Patrician Cult of the New South》. 《Tennessee Historical Quarterly》 58. 16–33쪽. ISSN 0040-3261. JSTOR 42627447.
- Barber, James D. (1968). 《Adult Identity and Presidential Style: The Rhetorical Emphasis》. 《Daedalus》 97. American Academy of Arts & Sciences (MIT Press). 938–968쪽. ISSN 0011-5266. JSTOR 20023846.
- Durham, G. Homer (September 1948). 《The Vice-Presidency》. 《The Western Political Quarterly》 1. 311–315쪽. doi:10.2307/442286. ISSN 1065-9129. JSTOR 442286.
- Dudley, Harold M. (1932). 《The Election of 1864》. 《The Mississippi Valley Historical Review》 18. 500–518쪽. doi:10.2307/1898560. ISSN 0161-391X. JSTOR 1898560.
- Gaston, Kay Baker (1984). 《Robertson County Distilleries, 1796–1909》. 《Tennessee Historical Quarterly》 43. 49–67쪽. ISSN 0040-3261. JSTOR 42626422.
- Lawing, Hugh A. (1961). 《Andrew Johnson National Monument》. 《Tennessee Historical Quarterly》 20. 103–119쪽. ISSN 0040-3261. JSTOR 42621527.
- Lincoln, Waldo (1923). 〈aadaf d. Mordecai Lincoln (1788–1851)〉. 《History of the Lincoln Family: An Account of the Descendants of Samuel Lincoln, of Hingham, Massachusetts, 1637–1920》 (미국 영어). Worcester, Mass.: Commonwealth Press. LCCN 23010111. OCLC 608728894. OL 6655304M.
- Rable, George C. (1973). 《Anatomy of a Unionist: Andrew Johnson in the Secession Crisis》. 《Tennessee Historical Quarterly》 32. 332–354쪽. ISSN 0040-3261. JSTOR 42623407.